# Élections municipales de 2020 dans la Haute-Garonne
Des élections municipales dans la Haute-Garonne étaient prévues les 15 et 22 mars 2020. Comme dans le reste de la France, le report du second tour est annoncé en pleine crise sanitaire liée à la propagation du coronavirus (Covid-19). Par un décret du 27 mai 2020 le second tour est fixé au 28 juin 2020.

## Maires sortants et maires élus
À l'exception de Cugnaux et Fenouillet, la gauche échoue à reprendre les villes perdues lors du scrutin précédent à Balma, Baziège, Montastruc-la-Conseillère, Rieumes, Saint-Jory, Saint-Orens-de-Gameville et surtout Toulouse. Elle a toutefois la satisfaction de gagner à Castanet-Tolosan avec un candidat Europe Écologie Les Verts, ainsi qu'à Castelmaurou et Pibrac. À l'inverse, la gauche cède à la droite les villes d'Escalquens, Roques et Roquettes, ainsi qu'Auzeville-Tolosane, Bessières, Bouloc, Eaunes et Fontenilles aux centristes. Les centristes enregistrent d'autres succès à Baziège et Léguevin, cette fois sur la droite, tandis que les maires sortants du parti présidentiel La République en marche sont réélus, hormis à Fenouillet. La gauche reste largement majoritaire dans le département, malgré la poussée des centristes.
| Commune                   | Population | Maire sortant                 | Parti | Parti | Maire élu                 | Parti | Parti |
| ------------------------- | ---------- | ----------------------------- | ----- | ----- | ------------------------- | ----- | ----- |
| Aucamville                | 8 408      | Gérard André                  |       | PS    | Gérard André              |       | PS    |
| Aussonne                  | 6 984      | Lysiane Maurel                |       | PS    | Michel Beuillé            |       | PCF   |
| Auterive                  | 9 752      | René Azéma                    |       | PS    | René Azéma                |       | PS    |
| Auzeville-Tolosane        | 4 126      | François-Régis Valette        |       | PS    | Dominique Lagarde         |       | DVC   |
| Balma                     | 16 568     | Vincent Terrail-Novès         |       | DVC   | Vincent Terrail-Novès     |       | DVC   |
| Baziège                   | 3 346      | Jean Roussel                  |       | DVD   | Jean Roussel              |       | DVC   |
| Beauzelle                 | 6 387      | Patrick Rodrigues             |       | PS    | Patrice Rodrigues         |       | PS    |
| Bérat                     | 3 016      | Paul-Marie Blanc              |       | PS    | Paul-Marie Blanc          |       | PS    |
| Bessières                 | 4 073      | Jean-Luc Raysseguier          |       | PS    | Cédric Maurel             |       | DVC   |
| Blagnac                   | 24 517     | Joseph Carles                 |       | DVG   | Joseph Carles             |       | DVG   |
| Bouloc                    | 4 659      | Ghislaine Cabessut            |       | PS    | Serge Terrancle           |       | DVC   |
| Bruguières                | 5 832      | Philippe Plantade             |       | DVD   | Philippe Plantade         |       | DVD   |
| Carbonne                  | 5 712      | Bernard Bros                  |       | PS    | Denis Turrel              |       | PS    |
| Castanet-Tolosan          | 13 529     | Arnaud Lafon                  |       | LR    | Xavier Normand            |       | EÉLV  |
| Castelginest              | 10 467     | Grégoire Carneiro             |       | LR    | Grégoire Carneiro         |       | LR    |
| Castelmaurou              | 4 273      | Magali Mirtain Schardt        |       | DVD   | Diane Esquerre            |       | DVG   |
| Castelnau-d'Estrétefonds  | 6 334      | Daniel Dupuy                  |       | DVG   | Daniel Dupuy              |       | DVG   |
| Cazères                   | 4 889      | Michel Oliva                  |       | PS    | Michel Oliva              |       | PS    |
| Colomiers                 | 38 951     | Karine Traval-Michelet        |       | PS    | Karine Traval-Michelet    |       | DVG   |
| Cornebarrieu              | 6 592      | Dominique Boisson             |       | DVD   | Alain Toppan              |       | DVD   |
| Cugnaux                   | 17 974     | Alain Chaléon                 |       | LR    | Albert Sanchez            |       | DVG   |
| Eaunes                    | 6 162      | Daniel Espinosa               |       | PS    | Alain Sottil              |       | DVC   |
| Escalquens                | 6 660      | Alain Serieys                 |       | PS    | Jean-Luc Tronco           |       | DVD   |
| Fenouillet                | 5 161      | Gilles Broquère               |       | LREM  | Thierry Duhamel           |       | DVG   |
| Fonsorbes                 | 11 743     | Françoise Siméon              |       | DVG   | Françoise Siméon          |       | DVG   |
| Fontenilles               | 5 935      | Fabienne Vitrice              |       | PS    | Christophe Tountevich     |       | DVC   |
| Fronton                   | 6 079      | Hugo Cavagnac                 |       | DVC   | Hugo Cavagnac             |       | DVC   |
| Frouzins                  | 9 022      | Alain Bertrand                |       | PS    | Jérôme Laffon             |       | DVG   |
| Gagnac-sur-Garonne        | 3 110      | Michel Simon                  |       | DVD   | Patrice Bergougnoux       |       | SE    |
| Gratentour                | 4 158      | Patrick Delpech               |       | PS    | Patrick Delpech           |       | PS    |
| Grenade                   | 8 847      | Jean-Paul Delmas              |       | DVG   | Jean-Paul Delmas          |       | DVG   |
| L'Union                   | 11 715     | Marc Péré                     |       | DVG   | Marc Péré                 |       | DVG   |
| La Salvetat-Saint-Gilles  | 8 321      | François Arderiu              |       | DVG   | François Arderiu          |       | DVG   |
| Labarthe-sur-Lèze         | 6 178      | Yves Cadas                    |       | PS    | Yves Cadas                |       | PS    |
| Labège                    | 4 044      | Laurent Chérubin              |       | EÉLV  | Laurent Chérubin          |       | EÉLV  |
| Lagardelle-sur-Lèze       | 3 045      | Françoise Sirol               |       | DVG   | Floréal Munoz             |       | SE    |
| Launaguet                 | 8 880      | Michel Rougé                  |       | PS    | Michel Rougé              |       | PS    |
| Lavernose-Lacasse         | 3 050      | Alain Delsol                  |       | LMR   | Alain Delsol              |       | LMR   |
| Léguevin                  | 9 196      | Stéphane Mirc                 |       | LR    | Étienne Cardeilhac-Pugens |       | DVC   |
| Lherm                     | 3 678      | Jean Ayçaguer                 |       | PS    | Frédéric Pasian           |       | DVG   |
| Longages                  | 3 082      | Patrick Massarutto            |       | PS    | Jean-Michel Dalard        |       | SE    |
| Merville                  | 5 615      | Chantal Aygat                 |       | DVG   | Chantal Aygat             |       | DVG   |
| Mondonville               | 4 546      | Edmond Desclaux               |       | PRG   | Véronique Barraqué Onno   |       | SE    |
| Montastruc-la-Conseillère | 3 430      | Michel Anguille               |       | LR    | Jean-Baptiste Capel       |       |       |
| Montesquieu-Volvestre     | 3 032      | Patrick Lemasle               |       | PS    | Frédéric Bienvenu         |       |       |
| Montrabé                  | 4 106      | Jacques Sébi                  |       | PS    | Jacques Sébi              |       | PS    |
| Muret                     | 24 945     | André Mandement               |       | PS    | André Mandement           |       | PS    |
| Nailloux                  | 3 873      | Lison Gleyses                 |       | PS    | Lison Gleyses             |       | PS    |
| Pechbonnieu               | 4 425      | Sabine Geil-Gomez             |       | PS    | Sabine Geil-Gomez         |       | PS    |
| Pibrac                    | 8 459      | Bruno Costes                  |       | LR    | Camille Pouponneau        |       | PS    |
| Pins-Justaret             | 4 410      | Jean-Baptiste Casetta         |       | PS    | Philippe Guerriot         |       | DVG   |
| Plaisance-du-Touch        | 18 715     | Louis Escoula                 |       | PS    | Philippe Guyot            |       | LREM  |
| Portet-sur-Garonne        | 9 721      | Thierry Suaud                 |       | PS    | Thierry Suaud             |       | PS    |
| Quint-Fonsegrives         | 5 674      | Bernard Soléra                |       | LR    | Jean-Pierre Gasc          |       | DVD   |
| Ramonville-Saint-Agne     | 14 388     | Christophe Lubac              |       | G.S   | Christophe Lubac          |       | G.S   |
| Revel                     | 9 582      | Étienne Thibault              |       | DVD   | Laurent Hourquet          |       | DVC   |
| Rieumes                   | 3 509      | Jennifer Courtois-Périssé     |       | LREM  | Jennifer Courtois-Périssé |       | LREM  |
| Roques                    | 4 550      | Christian Chatonnay           |       | PS    | Sylvain Mabire            |       | DVD   |
| Roquettes                 | 4 049      | Michel Perez                  |       | PS    | Michel Capdecomme         |       | DVD   |
| Saint-Alban               | 6 150      | Raymond-Roger Stramare        |       | DVG   | Alain Susignan            |       | DVG   |
| Saint-Gaudens             | 11 517     | Jean-Yves Duclos              |       | DVG   | Jean-Yves Duclos          |       | DVG   |
| Saint-Jean                | 10 694     | Marie-Dominique Vézian        |       | PS    | Bruno Espic               |       | UG    |
| Saint-Jory                | 5 797      | Thierry Fourcassier           |       | LR    | Thierry Fourcassier       |       | LR    |
| Saint-Lys                 | 9 470      | Serge Deuilhé                 |       | PS    | Serge Deuilhé             |       | PS    |
| Saint-Orens-de-Gameville  | 11 830     | Dominique Faure               |       | LREM  | Dominique Faure           |       | LREM  |
| Seilh                     | 3 268      | Guy Lozano                    |       | PRG   | Didier Castera            |       | SE    |
| Seysses                   | 9 055      | Alain Pace                    |       | PS    | Jérôme Bouteloup          |       | DVG   |
| Toulouse                  | 479 553    | Jean-Luc Moudenc              |       | LR    | Jean-Luc Moudenc          |       | LR    |
| Tournefeuille             | 26 962     | Dominique Fouchier            |       | PS    | Dominique Fouchier        |       | PS    |
| Verfeil                   | 3 595      | Patrick Plicque               |       | PS    | Patrick Plicque           |       | PS    |
| Villefranche-de-Lauragais | 4 519      | Marie-Claude Piquemal-Doumeng |       | PS    | Bernard Barjou            |       | DVG   |
| Villemur-sur-Tarn         | 5 888      | Jean-Marc Dumoulin            |       | DVD   | Jean-Marc Dumoulin        |       | DVD   |
| Villeneuve-Tolosane       | 9 720      | Dominique Coquart             |       | PS    | Romain Vaillant           |       | DVG   |

### Résultats en nombre de maires
| Partis       | Partis                      | Maires sortants | Maires élus | Évolution     |
| ------------ | --------------------------- | --------------- | ----------- | ------------- |
|              | Parti socialiste            | 36              | 20          | 16            |
|              | Divers gauche               | 9               | 17          | 8             |
|              | Parti communiste français   | 1               | 2           | 1             |
|              | Parti radical de gauche     | 2               | 0           | 2             |
|              | Union de la gauche          | 0               | 1           | 1             |
|              | Génération.s                | 1               | 1           | en stagnation |
|              | Europe Écologie Les Verts   | 1               | 2           | 1             |
| Total gauche | Total gauche                | 50              | 43          | 7             |
|              | Les Républicains            | 9               | 4           | 5             |
|              | Divers droite               | 7               | 7           | 1             |
|              | Le Mouvement de la ruralité | 1               | 1           | en stagnation |
| Total droite | Total droite                | 17              | 12          | 6             |
|              | La République en marche     | 4               | 3           | 1             |
|              | Divers centre               | 2               | 10          | 8             |
| Total centre | Total centre                | 6               | 13          | 7             |
|              | SE                          | 0               | 5           | 5             |
| Total        | Total                       | 73              |             |               |

#### Résultats dans les communes de plus de 1 000 habitants
|       | Divers gauche             | DVG            | 130 867 | 40,25 | 742   | 85 074  | 48,62 | 338 | 1 080 | 28,19 |  |  |  |  |
|       | Divers droite             | DVD            | 57 541  | 17,70 | 221   | 61 256  | 35,01 | 108 | 329   | 8,59  |  |  |  |  |
|       | Divers centre             | DVC            | 39 138  | 12,04 | 260   | 13 487  | 7,71  | 82  | 342   | 8,93  |  |  |  |  |
|       | Rassemblement national    | RN             | 5 765   | 1,77  | 4     | 394     | 0,23  | 1   | 5     | 0,13  |  |  |  |  |
|       | Parti socialiste          | SOC            | 5 262   | 1,62  | 59    |         |       |     | 59    | 1,54  |  |  |  |  |
|       | Union de la gauche        | UG             | 3 404   | 1,05  | 29    | 1 501   | 0,86  | 22  | 51    | 1,33  |  |  |  |  |
|       | Divers                    | DIV            | 3 159   | 0,97  | 25    | 1 118   | 0,64  | 23  | 48    | 1,25  |  |  |  |  |
|       | Extrême gauche            | EXG            | 2 527   | 0,78  | 0     |         |       |     | 0     | 0,00  |  |  |  |  |
|       | Écologistes               | ECO            | 2 342   | 0,72  | 3     | 436     | 0,25  | 2   | 5     | 0,13  |  |  |  |  |
|       | Europe Écologie Les Verts | VEC            | 2 015   | 0,62  | 1     | 918     | 0,52  | 5   | 6     | 0,16  |  |  |  |  |
|       | Union du centre           | UC             | 1 058   | 0,33  | 0     | 1 326   | 0,76  | 5   | 5     | 0,13  |  |  |  |  |
|       | Debout la France          | DLF            | 835     | 0,26  | 0     |         |       |     | 0     | 0,00  |  |  |  |  |
|       | Gilets jaunes             | GJ             | 550     | 0,17  | 2     | 2       | 0,05  |     |       |       |  |  |  |  |
|       | Sans étiquette            | Sans étiquette | 70 699  | 21,74 | 1 709 | 9 455   | 5,40  | 190 | 1 899 | 49,57 |  |  |  |  |
|       |                           |                |         |       |       |         |       |     |       |       |  |  |  |  |
| Total | Total                     | Total          | 325 162 | 100   | 3 055 | 174 965 | 100   | 776 | 3 831 | 100   |  |  |  |  |

## Résultats dans les communes de plus de3 000 habitants

### Aucamville
- Maire sortant : Gérard André (PS)
- 29 sièges à pourvoir au conseil municipal (population légale 2017 : 8 408 habitants)
- 2 sièges à pourvoir au conseil communautaire (Toulouse Métropole)

|                                  | Gérard André             | PS                       | 1 175 | 100,00 | 29 | 2 |  |  |
| Aucamville, agissons pour demain |                          |                          | 1 175 | 100,00 | 29 | 2 |  |  |
|                                  |                          |                          |       |        |    |   |  |  |
| Votes valides                    | Votes valides            | Votes valides            | 1 175 | 83,69  |    |   |  |  |
| Votes blancs                     | Votes blancs             | Votes blancs             | 117   | 8,33   |    |   |  |  |
| Votes nuls                       | Votes nuls               | Votes nuls               | 112   | 7,98   |    |   |  |  |
| Total                            | Total                    | Total                    | 1 404 | 100    | 29 | 2 |  |  |
| Abstention                       | Abstention               | Abstention               | 4 382 | 75,73  |    |   |  |  |
| Inscrits / participation         | Inscrits / participation | Inscrits / participation | 5 786 | 24,27  |    |   |  |  |

### Aussonne
- Maire sortant : Lysiane Maurel (PS)
- 29 sièges à pourvoir au conseil municipal (population légale 2017 : 6 984 habitants)
- 2 sièges à pourvoir au conseil communautaire (Toulouse Métropole)

| Tête de liste                       | Tête de liste                   | Liste                    | Premier tour | Premier tour | Second tour | Second tour | Sièges | Sièges |
| Tête de liste                       | Tête de liste                   | Liste                    | Voix         | %            | Voix        | %           | CM     | CC     |
| ----------------------------------- | ------------------------------- | ------------------------ | ------------ | ------------ | ----------- | ----------- | ------ | ------ |
|                                     | Michel Beuillé                  | app. PCF                 | 935          | 44,43        | 1 118       | 53,26       | 22     | 2      |
| 2020 Pacte citoyen                  |                                 |                          | 935          | 44,43        | 1 118       | 53,26       | 22     | 2      |
|                                     | Jean-Jacques Zamboni            | DVC                      | 844          | 40,11        | 981         | 46,73       | 7      | 0      |
| Aussonnais votre engagement citoyen |                                 |                          | 844          | 40,11        | 981         | 46,73       | 7      | 0      |
|                                     | Guénahel-Bernard-David Saillour | DVD                      | 325          | 15,44        | 981         | 46,73       | 7      | 0      |
| Agir avec les Aussonnais            |                                 |                          | 325          | 15,44        | 981         | 46,73       | 7      | 0      |
|                                     |                                 |                          |              |              |             |             |        |        |
| Votes valides                       | Votes valides                   | Votes valides            | 2 104        | 96,47        | 2 099       | 97,18       |        |        |
| Votes blancs                        | Votes blancs                    | Votes blancs             | 33           | 1,51         | 37          | 1,71        |        |        |
| Votes nuls                          | Votes nuls                      | Votes nuls               | 44           | 2,02         | 24          | 1,11        |        |        |
| Total                               | Total                           | Total                    | 2 181        | 100          | 2 160       | 100         | 29     | 2      |
| Abstention                          | Abstention                      | Abstention               | 2 934        | 57,36        | 2 969       | 57,89       |        |        |
| Inscrits / participation            | Inscrits / participation        | Inscrits / participation | 5 115        | 42,64        | 5 129       | 42,11       |        |        |

### Auterive
- Maire sortant : René Azéma (PS)
- 29 sièges à pourvoir au conseil municipal (population légale 2017 : 9 752 habitants)
- 14 sièges à pourvoir au conseil communautaire (CC du Bassin Auterivain Haut-Garonnais)

|                                                          | René Azéma               | PS                       | 1 613 | 56,67 | 24 | 11 |  |  |
| Auterive autrement avec vous pour vous                   |                          |                          | 1 613 | 56,67 | 24 | 11 |  |  |
|                                                          | Nadine Barre             | DVD                      | 705   | 24,77 | 3  | 2  |  |  |
| Ensemble pour Auterive avec Nadine Barre                 |                          |                          | 705   | 24,77 | 3  | 2  |  |  |
|                                                          | Patricia Cavalieri d'Oro | RN                       | 423   | 14,86 | 2  | 1  |  |  |
| Libérons Auterive                                        |                          |                          | 423   | 14,86 | 2  | 1  |  |  |
|                                                          | Patrick Gil              | LO                       | 105   | 3,68  | 0  | 0  |  |  |
| Lutte ouvriére - Faire entendre le camp des travailleurs |                          |                          | 105   | 3,68  | 0  | 0  |  |  |
|                                                          |                          |                          |       |       |    |    |  |  |
| Votes valides                                            | Votes valides            | Votes valides            | 2 846 | 96,25 |    |    |  |  |
| Votes blancs                                             | Votes blancs             | Votes blancs             | 37    | 1,25  |    |    |  |  |
| Votes nuls                                               | Votes nuls               | Votes nuls               | 74    | 2,50  |    |    |  |  |
| Total                                                    | Total                    | Total                    | 2 957 | 100   | 29 | 14 |  |  |
| Abstention                                               | Abstention               | Abstention               | 4 207 | 58,12 |    |    |  |  |
| Inscrits / participation                                 | Inscrits / participation | Inscrits / participation | 7 164 | 41,28 |    |    |  |  |

### Auzeville-Tolosane
- Maire sortant : François-Régis Valette (PS)
- 27 sièges à pourvoir au conseil municipal (population légale 2017 : 4 126 habitants)
- 3 sièges à pourvoir au conseil communautaire (Sicoval)

|                          | Dominique Lagarde        | DVC                      | 635   | 56,49 | 21 | 2 |  |  |
| Auzeville 3D             |                          |                          | 635   | 56,49 | 21 | 2 |  |  |
|                          | Alexandre Jurado         | EÉLV                     | 489   | 43,50 | 6  | 1 |  |  |
| Auzeville en transition  |                          |                          | 489   | 43,50 | 6  | 1 |  |  |
|                          |                          |                          |       |       |    |   |  |  |
| Votes valides            | Votes valides            | Votes valides            | 1 124 | 96,98 |    |   |  |  |
| Votes blancs             | Votes blancs             | Votes blancs             | 17    | 1,47  |    |   |  |  |
| Votes nuls               | Votes nuls               | Votes nuls               | 18    | 1,55  |    |   |  |  |
| Total                    | Total                    | Total                    | 1 159 | 100   | 27 | 3 |  |  |
| Abstention               | Abstention               | Abstention               | 1 125 | 49,26 |    |   |  |  |
| Inscrits / participation | Inscrits / participation | Inscrits / participation | 2 284 | 50,74 |    |   |  |  |

### Balma
- Maire sortant : Vincent Terrail-Novès (DVC)
- 33 sièges à pourvoir au conseil municipal (population légale 2017 : 16 568 habitants)
- 3 sièges à pourvoir au conseil communautaire (Toulouse Métropole)

|                                   | Vincent Terrail-Novès    | DVC-LREM                 | 3 955  | 65,37 | 28 | 3 |  |  |
| Du cœur et de l'action pour Balma |                          |                          | 3 955  | 65,37 | 28 | 3 |  |  |
|                                   | Laurent Méric            | DVG                      | 1 475  | 24,38 | 4  | 0 |  |  |
| Balma solidaire et innovante      |                          |                          | 1 475  | 24,38 | 4  | 0 |  |  |
|                                   | Yannick Bourlès          | EÉLV-FI-PP-AEI-GÉ        | 470    | 7,76  | 1  | 0 |  |  |
| Balma écolo                       |                          |                          | 470    | 7,76  | 1  | 0 |  |  |
|                                   | Bernard Viudez           | DVD                      | 150    | 2,47  | 0  | 0 |  |  |
| Balma ensemble                    |                          |                          | 150    | 2,47  | 0  | 0 |  |  |
|                                   |                          |                          |        |       |    |   |  |  |
| Votes valides                     | Votes valides            | Votes valides            | 6 050  | 98,41 |    |   |  |  |
| Votes blancs                      | Votes blancs             | Votes blancs             | 46     | 0,75  |    |   |  |  |
| Votes nuls                        | Votes nuls               | Votes nuls               | 52     | 0,85  |    |   |  |  |
| Total                             | Total                    | Total                    | 6 148  | 100   | 33 | 3 |  |  |
| Abstention                        | Abstention               | Abstention               | 5 875  | 48,86 |    |   |  |  |
| Inscrits / participation          | Inscrits / participation | Inscrits / participation | 12 023 | 51,14 |    |   |  |  |

### Baziège
- Maire sortant : Jean-François Roussel (DVC)
- 23 sièges à pourvoir au conseil municipal (population légale 2017 : 3 346 habitants)
- 2 sièges à pourvoir au conseil communautaire  (Sicoval)

|                            | Jean Roussel             |                          | 903   | 61,84 | 19 | 2 |  |  |
| Baziège toujours avec vous |                          |                          | 903   | 61,84 | 19 | 2 |  |  |
|                            | Julien Walch             |                          | 501   | 34,31 | 4  | 0 |  |  |
| Baziège ensemble           |                          |                          | 501   | 34,31 | 4  | 0 |  |  |
|                            | Bruno Bouchart           |                          | 56    | 3,83  | 0  | 0 |  |  |
| Un avenir pour tous        |                          |                          | 56    | 3,83  | 0  | 0 |  |  |
|                            |                          |                          |       |       |    |   |  |  |
| Votes valides              | Votes valides            | Votes valides            | 1 460 | 97,66 |    |   |  |  |
| Votes blancs               | Votes blancs             | Votes blancs             | 16    | 1,07  |    |   |  |  |
| Votes nuls                 | Votes nuls               | Votes nuls               | 19    | 1,27  |    |   |  |  |
| Total                      | Total                    | Total                    | 1 495 | 100   | 23 | 2 |  |  |
| Abstention                 | Abstention               | Abstention               | 1 037 | 40,96 |    |   |  |  |
| Inscrits / participation   | Inscrits / participation | Inscrits / participation | 2 532 | 59,04 |    |   |  |  |

### Beauzelle
- Maire sortant : Patrice Rodrigues (PS)
- 29 sièges à pourvoir au conseil municipal (population légale 2017 : 6 387 habitants)
- 1 siège à pourvoir au conseil communautaire (Toulouse Métropole)

|                          | Patrice Rodrigues        | PS                       | 1 183 | 63,29 | 24 | 1 |  |  |
| Beauzelle ensemble       |                          |                          | 1 183 | 63,29 | 24 | 1 |  |  |
|                          | Didier Pechamat          | DVD                      | 416   | 22,25 | 3  | 0 |  |  |
| Beauzelle C'Vous         |                          |                          | 416   | 22,25 | 3  | 0 |  |  |
|                          | Olivier Marchaud         | DVD                      | 270   | 14,44 | 2  | 0 |  |  |
| Tout pour Beauzelle      |                          |                          | 270   | 14,44 | 2  | 0 |  |  |
|                          |                          |                          |       |       |    |   |  |  |
| Votes valides            | Votes valides            | Votes valides            | 1 869 | 98,32 |    |   |  |  |
| Votes blancs             | Votes blancs             | Votes blancs             | 21    | 1,10  |    |   |  |  |
| Votes nuls               | Votes nuls               | Votes nuls               | 11    | 0,58  |    |   |  |  |
| Total                    | Total                    | Total                    | 1 901 | 100   | 29 | 1 |  |  |
| Abstention               | Abstention               | Abstention               | 2 753 | 59,15 |    |   |  |  |
| Inscrits / participation | Inscrits / participation | Inscrits / participation | 4 654 | 40,85 |    |   |  |  |

### Bérat
- Maire sortant : Paul-Marie Blanc (G.s)
- 23 sièges à pourvoir au conseil municipal (population légale 2017 : 3 016 habitants)
- 5 sièges à pourvoir au conseil communautaire (CC Cœur de Garonne)

|                          | Paul-Marie Blanc         | G.s                      | 862   | 75,08 | 21 | 5 |  |  |
| Bérat au cœur            |                          |                          | 862   | 75,08 | 21 | 5 |  |  |
|                          | Christian Diez           |                          | 286   | 24,91 | 2  | 0 |  |  |
| Agir ensemble pour Bérat |                          |                          | 286   | 24,91 | 2  | 0 |  |  |
|                          |                          |                          |       |       |    |   |  |  |
| Votes valides            | Votes valides            | Votes valides            | 1 148 | 97,70 |    |   |  |  |
| Votes blancs             | Votes blancs             | Votes blancs             | 12    | 1,02  |    |   |  |  |
| Votes nuls               | Votes nuls               | Votes nuls               | 15    | 1,28  |    |   |  |  |
| Total                    | Total                    | Total                    | 1 175 | 100   | 23 | 5 |  |  |
| Abstention               | Abstention               | Abstention               | 927   | 44,10 |    |   |  |  |
| Inscrits / participation | Inscrits / participation | Inscrits / participation | 2 102 | 55,90 |    |   |  |  |

### Bessières
- Maire sortant : Jean-Luc Raysseguier (PS)
- 27 sièges à pourvoir au conseil municipal (population légale 2017 : 4 073 habitants)
- 7 sièges à pourvoir au conseil communautaire (CC Val'Aïgo)

|                                    | Cédric Maurel            | DVC                      | 819   | 52,97 | 21 | 6 |  |  |
| Bessières: l'avenir ensemble       |                          |                          | 819   | 52,97 | 21 | 6 |  |  |
|                                    | Jean-Luc Salières        | DVG                      | 520   | 33,63 | 5  | 1 |  |  |
| Bessières pour tous et pour demain |                          |                          | 520   | 33,63 | 5  | 1 |  |  |
|                                    | Jérôme Brière            | DVG                      | 207   | 13,38 | 1  | 0 |  |  |
| Bessières la force du renouveau    |                          |                          | 207   | 13,38 | 1  | 0 |  |  |
|                                    |                          |                          |       |       |    |   |  |  |
| Votes valides                      | Votes valides            | Votes valides            | 1 546 | 97,11 |    |   |  |  |
| Votes blancs                       | Votes blancs             | Votes blancs             | 20    | 1,26  |    |   |  |  |
| Votes nuls                         | Votes nuls               | Votes nuls               | 26    | 1,63  |    |   |  |  |
| Total                              | Total                    | Total                    | 1 592 | 100   | 27 | 7 |  |  |
| Abstention                         | Abstention               | Abstention               | 1 296 | 44,88 |    |   |  |  |
| Inscrits / participation           | Inscrits / participation | Inscrits / participation | 2 888 | 55,12 |    |   |  |  |

### Blagnac
- Maire sortant : Joseph Carles (DVG)
- 35 sièges à pourvoir au conseil municipal (population légale 2017 : 24 517 habitants)
- 5 sièges à pourvoir au conseil communautaire (Toulouse Métropole)

|                                            | Joseph Carles            | DVG                      | 3 295  | 50,79 | 27 | 5 |  |  |
| Blagnac avec vous                          |                          |                          | 3 295  | 50,79 | 27 | 5 |  |  |
|                                            | Marc Pozza               | DVC                      | 1 542  | 23,77 | 4  | 0 |  |  |
| Pour les Blagnacais                        |                          |                          | 1 542  | 23,77 | 4  | 0 |  |  |
|                                            | Marie-Pierre Bes         | ECO                      | 978    | 15,07 | 2  | 0 |  |  |
| Blagnac citoyenne, écologique et solidaire |                          |                          | 978    | 15,07 | 2  | 0 |  |  |
|                                            | Chantal Canut            | DVD                      | 672    | 10,35 | 2  | 0 |  |  |
| Notre parti, c'est Blagnac                 |                          |                          | 672    | 10,35 | 2  | 0 |  |  |
|                                            |                          |                          |        |       |    |   |  |  |
| Votes valides                              | Votes valides            | Votes valides            | 6 487  | 97,98 |    |   |  |  |
| Votes blancs                               | Votes blancs             | Votes blancs             | 72     | 1,09  |    |   |  |  |
| Votes nuls                                 | Votes nuls               | Votes nuls               | 62     | 0,94  |    |   |  |  |
| Total                                      | Total                    | Total                    | 6 621  | 100   | 35 | 5 |  |  |
| Abstention                                 | Abstention               | Abstention               | 9 036  | 57,71 |    |   |  |  |
| Inscrits / participation                   | Inscrits / participation | Inscrits / participation | 15 657 | 42,29 |    |   |  |  |

### Bouloc
- Maire sortant : Ghislaine Cabessut (PS)
- 27 sièges à pourvoir au conseil municipal (population légale 2017 : 4 659 habitants)
- 6 sièges à pourvoir au conseil communautaire (CC du Frontonnais)

|                          | Serge Terrancle          | DVC                      | 1 120 | 62,22 | 22 | 5 |  |  |
| Bouloc ensemble          |                          |                          | 1 120 | 62,22 | 22 | 5 |  |  |
|                          | Ghislaine Cabessut       | DVG                      | 680   | 37,77 | 5  | 1 |  |  |
| Bien vivre à Bouloc      |                          |                          | 680   | 37,77 | 5  | 1 |  |  |
|                          |                          |                          |       |       |    |   |  |  |
| Votes valides            | Votes valides            | Votes valides            | 1 800 | 97,88 |    |   |  |  |
| Votes blancs             | Votes blancs             | Votes blancs             | 11    | 0,60  |    |   |  |  |
| Votes nuls               | Votes nuls               | Votes nuls               | 28    | 1,52  |    |   |  |  |
| Total                    | Total                    | Total                    | 1 839 | 100   | 27 | 6 |  |  |
| Abstention               | Abstention               | Abstention               | 1 684 | 47,80 |    |   |  |  |
| Inscrits / participation | Inscrits / participation | Inscrits / participation | 3 523 | 52,20 |    |   |  |  |

### Bruguières
- Maire sortant : Philippe Plantade (DVD)
- 29 sièges à pourvoir au conseil municipal (population légale 2017 : 5 832 habitants)
- 1 siège à pourvoir au conseil communautaire (Toulouse Métropole)

|                            | Philippe Plantade        | DVD                      | 1 294 | 69,23 | 25 | 1 |  |  |
| Bruguières va de l'avant   |                          |                          | 1 294 | 69,23 | 25 | 1 |  |  |
|                            | Philippe Bories          | DVG                      | 575   | 30,76 | 4  | 0 |  |  |
| Avec vous, pour Bruguières |                          |                          | 575   | 30,76 | 4  | 0 |  |  |
|                            |                          |                          |       |       |    |   |  |  |
| Votes valides              | Votes valides            | Votes valides            | 1 869 | 97,60 |    |   |  |  |
| Votes blancs               | Votes blancs             | Votes blancs             | 25    | 1,31  |    |   |  |  |
| Votes nuls                 | Votes nuls               | Votes nuls               | 21    | 1,10  |    |   |  |  |
| Total                      | Total                    | Total                    | 1 915 | 100   | 29 | 1 |  |  |
| Abstention                 | Abstention               | Abstention               | 2 346 | 55,06 |    |   |  |  |
| Inscrits / participation   | Inscrits / participation | Inscrits / participation | 4 261 | 44,94 |    |   |  |  |

### Carbonne
- Maire sortant : Bernard Bros (PS)
- 29 sièges à pourvoir au conseil municipal (population légale 2017 : 5 712 habitants)
- 9 sièges à pourvoir au conseil communautaire (CC du Volvestre)

|                          | Denis Turrel             | PS                       | 1 082 | 100,00 | 29 | 9 |  |  |
| Ensemble pour Carbonne   |                          |                          | 1 082 | 100,00 | 29 | 9 |  |  |
|                          |                          |                          |       |        |    |   |  |  |
| Votes valides            | Votes valides            | Votes valides            | 1 082 | 80,21  |    |   |  |  |
| Votes blancs             | Votes blancs             | Votes blancs             | 129   | 9,56   |    |   |  |  |
| Votes nuls               | Votes nuls               | Votes nuls               | 138   | 10,23  |    |   |  |  |
| Total                    | Total                    | Total                    | 1 349 | 100    | 29 | 9 |  |  |
| Abstention               | Abstention               | Abstention               | 3 051 | 69,34  |    |   |  |  |
| Inscrits / participation | Inscrits / participation | Inscrits / participation | 4 400 | 30,66  |    |   |  |  |

### Castanet-Tolosan
- Maire sortant : Arnaud Lafon (LR)
- 33 sièges à pourvoir au conseil municipal (population légale 2017 : 13 529 habitants)
- 11 sièges à pourvoir au conseil communautaire  (Sicoval)

| Tête de liste                | Tête de liste            | Liste                    | Premier tour | Premier tour | Second tour | Second tour | Sièges | Sièges |
| Tête de liste                | Tête de liste            | Liste                    | Voix         | %            | Voix        | %           | CM     | CC     |
| ---------------------------- | ------------------------ | ------------------------ | ------------ | ------------ | ----------- | ----------- | ------ | ------ |
|                              | Xavier Normand           | EELV-PS-G.s              | 1 503        | 36,33        | 2 147       | 50,92       | 25     | 9      |
| Castanet en commun           |                          |                          | 1 503        | 36,33        | 2 147       | 50,92       | 25     | 9      |
|                              | Bernard Bagnéris         | DVG-PCF                  | 590          | 14,26        | 2 147       | 50,92       | 25     | 9      |
| Castanet avec vous           |                          |                          | 590          | 14,26        | 2 147       | 50,92       | 25     | 9      |
|                              | Thomas Berger            | DVC-LREM                 | 883          | 21,34        | 1 340       | 31,78       | 5      | 1      |
| Ensemble Castanet vivant!    |                          |                          | 883          | 21,34        | 1 340       | 31,78       | 5      | 1      |
|                              | Patrice Tournon          | DVD                      | 640          | 15,47        | 1 340       | 31,78       | 5      | 1      |
| A Castanet, tournons la page |                          |                          | 640          | 15,47        | 1 340       | 31,78       | 5      | 1      |
|                              | Véronique Maumy          | DVD                      | 521          | 12,59        | 729         | 17,29       | 3      | 1      |
| Engagé(e)s pour Castanet     |                          |                          | 521          | 12,59        | 729         | 17,29       | 3      | 1      |
|                              |                          |                          |              |              |             |             |        |        |
| Votes valides                | Votes valides            | Votes valides            | 4 137        | 97,36        | 4 216       | 96,81       |        |        |
| Votes blancs                 | Votes blancs             | Votes blancs             | 112          | 2,64         | 139         | 3,19        |        |        |
| Votes nuls                   | Votes nuls               | Votes nuls               | 0            | 0,00         | 0           | 0,00        |        |        |
| Total                        | Total                    | Total                    | 4 249        | 100,00       | 4 355       | 100,00      | 33     | 11     |
| Abstention                   | Abstention               | Abstention               | 4 453        | 51,17        | 4 365       | 50,06       |        |        |
| Inscrits / participation     | Inscrits / participation | Inscrits / participation | 8 702        | 48,83        | 8 720       | 49,94       |        |        |

### Castelginest
- Maire sortant : Grégoire Carneiro (LR)
- 33 sièges à pourvoir au conseil municipal (population légale 2017 : 10 467 habitants)
- 2 sièges à pourvoir au conseil communautaire (Toulouse Métropole)

|                          | Grégoire Carneiro        | DVD                      | 2 187 | 67,81 | 28 | 2 |  |  |
| Castelginest avance      |                          |                          | 2 187 | 67,81 | 28 | 2 |  |  |
|                          | Maryline Bessière        | DVG                      | 1 038 | 32,18 | 5  | 0 |  |  |
| Castelginest autrement   |                          |                          | 1 038 | 32,18 | 5  | 0 |  |  |
|                          |                          |                          |       |       |    |   |  |  |
| Votes valides            | Votes valides            | Votes valides            | 3 225 | 96,50 |    |   |  |  |
| Votes blancs             | Votes blancs             | Votes blancs             | 68    | 2,03  |    |   |  |  |
| Votes nuls               | Votes nuls               | Votes nuls               | 49    | 1,47  |    |   |  |  |
| Total                    | Total                    | Total                    | 3 342 | 100   | 33 | 2 |  |  |
| Abstention               | Abstention               | Abstention               | 3 863 | 53,62 |    |   |  |  |
| Inscrits / participation | Inscrits / participation | Inscrits / participation | 7 205 | 46,38 |    |   |  |  |

### Castelmaurou
- Maire sortant : Magali Mirtain Schardt (DVG)
- 27 sièges à pourvoir au conseil municipal (population légale 2017 : 4 273 habitants)
- 6 sièges à pourvoir au conseil communautaire (CC des Coteaux Bellevue)

|                               | Diane Esquerre           | DVG                      | 988   | 66,89 | 23 | 5 |  |  |
| Agir ensemble                 |                          |                          | 988   | 66,89 | 23 | 5 |  |  |
|                               | Danièle Sudrie           | DVG                      | 489   | 33,10 | 4  | 1 |  |  |
| Toujours dynamiques avec vous |                          |                          | 489   | 33,10 | 4  | 1 |  |  |
|                               |                          |                          |       |       |    |   |  |  |
| Votes valides                 | Votes valides            | Votes valides            | 1 477 | 97,56 |    |   |  |  |
| Votes blancs                  | Votes blancs             | Votes blancs             | 16    | 1,06  |    |   |  |  |
| Votes nuls                    | Votes nuls               | Votes nuls               | 21    | 1,39  |    |   |  |  |
| Total                         | Total                    | Total                    | 1 514 | 100   | 27 | 6 |  |  |
| Abstention                    | Abstention               | Abstention               | 1 825 | 54,66 |    |   |  |  |
| Inscrits / participation      | Inscrits / participation | Inscrits / participation | 3 339 | 45,34 |    |   |  |  |

### Castelnau-d'Estrétefonds
- Maire sortant : Daniel Dupuy (DVG)
- 29 sièges à pourvoir au conseil municipal (population légale 2017 : 6 334 habitants)
- 8 sièges à pourvoir au conseil communautaire (CC du Frontonnais)

|                                     | Daniel Dupuy             | DVG                      | 971   | 56,75 | 24 | 7 |  |  |
| Poursuivons ensemble pour Castelnau |                          |                          | 971   | 56,75 | 24 | 7 |  |  |
|                                     | Anne-Marie Dellac        | DVD                      | 336   | 19,63 | 3  | 1 |  |  |
| Union pour Castelnau                |                          |                          | 336   | 19,63 | 3  | 1 |  |  |
|                                     | Christophe Alonso        | DVD                      | 212   | 12,39 | 1  | 0 |  |  |
| Du renouveau pour Castelnau         |                          |                          | 212   | 12,39 | 1  | 0 |  |  |
|                                     | Monique Marconis         | PCF                      | 192   | 11,22 | 1  | 0 |  |  |
| Pour que Castelnau gagne            |                          |                          | 192   | 11,22 | 1  | 0 |  |  |
|                                     |                          |                          |       |       |    |   |  |  |
| Votes valides                       | Votes valides            | Votes valides            | 1 711 | 97,33 |    |   |  |  |
| Votes blancs                        | Votes blancs             | Votes blancs             | 26    | 1,48  |    |   |  |  |
| Votes nuls                          | Votes nuls               | Votes nuls               | 21    | 1,19  |    |   |  |  |
| Total                               | Total                    | Total                    | 1 758 | 100   | 29 | 8 |  |  |
| Abstention                          | Abstention               | Abstention               | 2 540 | 59,10 |    |   |  |  |
| Inscrits / participation            | Inscrits / participation | Inscrits / participation | 4 298 | 40,90 |    |   |  |  |

### Cazères
- Maire sortant : Michel Oliva (PS)
- 27 sièges à pourvoir au conseil municipal (population légale 2017 : 4 889 habitants)
- 9 sièges à pourvoir au conseil communautaire (CC Cœur de Garonne)

|                                   | Michel Oliva             | PS                       | 1 016 | 67,06 | 23 | 8 |  |  |
| Poursuivons ensemble pour Cazères |                          |                          | 1 016 | 67,06 | 23 | 8 |  |  |
|                                   | Jean-Luc Rivière         | DVC                      | 499   | 32,93 | 4  | 1 |  |  |
| Mieux vivre à Cazères             |                          |                          | 499   | 32,93 | 4  | 1 |  |  |
|                                   |                          |                          |       |       |    |   |  |  |
| Votes valides                     | Votes valides            | Votes valides            | 1 515 | 93,75 |    |   |  |  |
| Votes blancs                      | Votes blancs             | Votes blancs             | 49    | 3,03  |    |   |  |  |
| Votes nuls                        | Votes nuls               | Votes nuls               | 52    | 3,22  |    |   |  |  |
| Total                             | Total                    | Total                    | 1 616 | 100   | 27 | 9 |  |  |
| Abstention                        | Abstention               | Abstention               | 1 953 | 54,72 |    |   |  |  |
| Inscrits / participation          | Inscrits / participation | Inscrits / participation | 3 569 | 45,28 |    |   |  |  |

### Colomiers
- Maire sortant : Karine Travail-Michelet (PS)
- 39 sièges à pourvoir au conseil municipal (population légale 2017 : 38 951 habitants)
- 8 sièges à pourvoir au conseil communautaire (Toulouse Métropole)

| Tête de liste                                            | Tête de liste            | Liste                    | Premier tour | Premier tour | Second tour | Second tour | Sièges | Sièges |
| Tête de liste                                            | Tête de liste            | Liste                    | Voix         | %            | Voix        | %           | CM     | CC     |
| -------------------------------------------------------- | ------------------------ | ------------------------ | ------------ | ------------ | ----------- | ----------- | ------ | ------ |
|                                                          | Karine Traval-Michelet   | PS-PCF-EELV              | 3 847        | 42,09        | 4295        | 49,62       | 30     | 6      |
| Esprit Colomiers                                         |                          |                          | 3 847        | 42,09        | 4295        | 49,62       | 30     | 6      |
|                                                          | Patrick Jimena           | FI- PA-PP-REV-G.s        | 2 498        | 27,33        | 2425        | 28,01       | 5      | 1      |
| Vivre mieux ensemble à Colomiers                         |                          |                          | 2 498        | 27,33        | 2425        | 28,01       | 5      | 1      |
|                                                          | Eric Kaczmarek           | diss. LREM               | 540          | 5,90         | 2425        | 28,01       | 5      | 1      |
| Réconcilions Colomiers                                   |                          |                          | 540          | 5,90         | 2425        | 28,01       | 5      | 1      |
|                                                          | Damien Laborde           | LR-LREM-UDI-Agir         | 2 058        | 22,52        | 1935        | 22,35       | 4      | 1      |
| Osons une autre histoire                                 |                          |                          | 2 058        | 22,52        | 1935        | 22,35       | 4      | 1      |
|                                                          | Michèle Puel             | LO                       | 195          | 2,13         |             |             |        |        |
| Lutte ouvrière - Faire entendre le camp des travailleurs |                          |                          | 195          | 2,13         |             |             |        |        |
|                                                          |                          |                          |              |              |             |             |        |        |
| Votes valides                                            | Votes valides            | Votes valides            | 9 138        | 97,21        |             |             |        |        |
| Votes blancs                                             | Votes blancs             | Votes blancs             | 109          | 1,16         |             |             |        |        |
| Votes nuls                                               | Votes nuls               | Votes nuls               | 153          | 1,63         |             |             |        |        |
| Total                                                    | Total                    | Total                    | 9 400        | 100          |             | 100         | 39     | 8      |
| Abstention                                               | Abstention               | Abstention               | 12 616       | 57,30        |             |             |        |        |
| Inscrits / participation                                 | Inscrits / participation | Inscrits / participation | 22 016       | 42,70        |             |             |        |        |

### Cornebarrieu
- Maire sortant : Dominique Boisson (DVD)
- 29 sièges à pourvoir au conseil municipal (population légale 2017 : 6 592 habitants)
- 2 sièges à pourvoir au conseil communautaire (Toulouse Métropole)

| Tête de liste                               | Tête de liste            | Liste                    | Premier tour | Premier tour | Sièges | Sièges |
| Tête de liste                               | Tête de liste            | Liste                    | Voix         | %            | CM     | CC     |
| ------------------------------------------- | ------------------------ | ------------------------ | ------------ | ------------ | ------ | ------ |
|                                             | Alain Toppan             | DVD                      | 1 248        | 64,49        | 24     | 2      |
| Pour Cornebarrieu, notre engagement citoyen |                          |                          | 1 248        | 64,49        | 24     | 2      |
|                                             | Jean-Pierre Lapeyre      | DVC                      | 687          | 35,50        | 5      | 0      |
| Cornebarrieu la citoyenne                   |                          |                          | 687          | 35,50        | 5      | 0      |
|                                             |                          |                          |              |              |        |        |
| Votes valides                               | Votes valides            | Votes valides            | 1 935        | 96,65        |        |        |
| Votes blancs                                | Votes blancs             | Votes blancs             | 37           | 1,85         |        |        |
| Votes nuls                                  | Votes nuls               | Votes nuls               | 30           | 1,50         |        |        |
| Total                                       | Total                    | Total                    | 2 002        | 100          |        |        |
| Abstention                                  | Abstention               | Abstention               | 2 758        | 57,94        |        |        |
| Inscrits / participation                    | Inscrits / participation | Inscrits / participation | 4 760        | 42,06        |        |        |

### Cugnaux
- Maire sortant : Alain Chaléon (DVD)
- 33 sièges à pourvoir au conseil municipal (population légale 2017 : 17 974 habitants)
- 4[23] sièges à pourvoir au conseil communautaire (Toulouse Métropole)

| Tête de liste                                            | Tête de liste            | Liste                    | Premier tour | Premier tour | Second tour | Second tour | Sièges | Sièges |
| Tête de liste                                            | Tête de liste            | Liste                    | Voix         | %            | Voix        | %           | CM     | CC     |
| -------------------------------------------------------- | ------------------------ | ------------------------ | ------------ | ------------ | ----------- | ----------- | ------ | ------ |
|                                                          | Albert Sanchez           | DVG                      | 1 121        | 23,72        | 1755        | 37,09       | 23     | 3      |
| Cap Citoyen - Cugnaux avenir partagé                     |                          |                          | 1 121        | 23,72        | 1755        | 37,09       | 23     | 3      |
|                                                          | Marie-Hélène Roure       | DVD                      | 1 091        | 23,09        | 1347        | 28,47       | 5      | 1      |
| Cugnaux ensemble                                         |                          |                          | 1 091        | 23,09        | 1347        | 28,47       | 5      | 1      |
|                                                          | Marie-Laure Burtin       | DVC                      | 1 032        | 21,84        | 1235        | 26,10       | 4      | 0      |
| #Cugnaux regard neuf                                     |                          |                          | 1 032        | 21,84        | 1235        | 26,10       | 4      | 0      |
|                                                          | Yoann Escabasse          | RN                       | 537          | 11,36        | 394         | 8,32        | 1      | 0      |
| Un avenir pour Cugnaux                                   |                          |                          | 537          | 11,36        | 394         | 8,32        | 1      | 0      |
|                                                          | Isabelle Rolland         | PS-PCF                   | 882          | 18,67        | Retrait     | Retrait     | 0      | 0      |
| Cugnaux, unissons nos talents                            |                          |                          | 882          | 18,67        | Retrait     | Retrait     | 0      | 0      |
|                                                          | Claude Cauchois          | LO                       | 61           | 1,29         |             |             | 0      | 0      |
| Lutte ouvrière - Faire entendre le camp des travailleurs |                          |                          | 61           | 1,29         |             |             | 0      | 0      |
|                                                          |                          |                          |              |              |             |             |        |        |
| Votes valides                                            | Votes valides            | Votes valides            | 4 724        | 97,04        |             |             |        |        |
| Votes blancs                                             | Votes blancs             | Votes blancs             | 67           | 1,38         |             |             |        |        |
| Votes nuls                                               | Votes nuls               | Votes nuls               | 77           | 1,58         |             |             |        |        |
| Total                                                    | Total                    | Total                    | 4 868        | 100          |             | 100         |        |        |
| Abstention                                               | Abstention               | Abstention               | 7 076        | 59,24        |             |             |        |        |
| Inscrits / participation                                 | Inscrits / participation | Inscrits / participation | 11 944       | 40,76        |             |             |        |        |

### Eaunes
- Maire sortant : Daniel Espinosa (PS)
- 29 sièges à pourvoir au conseil municipal (population légale 2017 : 6 162 habitants)
- 3 sièges à pourvoir au conseil communautaire (Le Muretain Agglo)

| Tête de liste            | Tête de liste            | Liste                    | Premier tour | Premier tour | Second tour | Second tour | Sièges | Sièges |
| Tête de liste            | Tête de liste            | Liste                    | Voix         | %            | Voix        | %           | CM     | CC     |
| ------------------------ | ------------------------ | ------------------------ | ------------ | ------------ | ----------- | ----------- | ------ | ------ |
|                          | Alain Sottil             | DVC                      | 675          | 33,03        | 790         | 36,38       | 20     | 2      |
| Aimer Eaunes             |                          |                          | 675          | 33,03        | 790         | 36,38       | 20     | 2      |
|                          | Thierry Mesples          | DVG                      | 628          | 30,73        | 757         | 34,86       | 5      | 1      |
| Eaunes autrement         |                          |                          | 628          | 30,73        | 757         | 34,86       | 5      | 1      |
|                          | Daniel Espinosa          | PS                       | 531          | 25,99        | 624         | 28,74       | 4      | 0      |
| Eaunes est à vous        |                          |                          | 531          | 25,99        | 624         | 28,74       | 4      | 0      |
|                          | Danièle Estève           | DVC                      | 209          | 10,23        |             |             |        |        |
| Eaunes à venir           |                          |                          | 209          | 10,23        |             |             |        |        |
|                          |                          |                          |              |              |             |             |        |        |
| Votes valides            | Votes valides            | Votes valides            | 2 043        | 98,74        |             |             |        |        |
| Votes blancs             | Votes blancs             | Votes blancs             | 14           | 0,68         |             |             |        |        |
| Votes nuls               | Votes nuls               | Votes nuls               | 12           | 0,58         |             |             |        |        |
| Total                    | Total                    | Total                    | 2 069        | 100          |             | 100         | 29     | 3      |
| Abstention               | Abstention               | Abstention               | 2 461        | 54,33        |             |             |        |        |
| Inscrits / participation | Inscrits / participation | Inscrits / participation | 4 530        | 45,67        |             |             |        |        |

### Escalquens
- Maire sortant : Alain Serieys (PS)
- 29 sièges à pourvoir au conseil municipal (population légale 2017 : 6 660 habitants)
- 5 sièges à pourvoir au conseil communautaire  (Sicoval)

| Tête de liste                             | Tête de liste            | Liste                    | Premier tour | Premier tour | Second tour | Second tour | Sièges | Sièges |
| Tête de liste                             | Tête de liste            | Liste                    | Voix         | %            | Voix        | %           | CM     | CC     |
| ----------------------------------------- | ------------------------ | ------------------------ | ------------ | ------------ | ----------- | ----------- | ------ | ------ |
|                                           | Jean-Luc Tronco          | DVD                      | 734          | 32,62        | 940         | 37,82       | 21     | 4      |
| Avec vous pour Escalquens                 |                          |                          | 734          | 32,62        | 940         | 37,82       | 21     | 4      |
|                                           | Danis Paillard           | DVG                      | 654          | 29,06        | 882         | 35,49       | 5      | 1      |
| Un souffle citoyen                        |                          |                          | 654          | 29,06        | 882         | 35,49       | 5      | 1      |
|                                           | Sandrine Agut Bosc       | DVG                      | 617          | 27,28        | 509         | 20,48       | 3      | 0      |
| Demain Escalquens avec Sandrine Agut Bosc |                          |                          | 617          | 27,28        | 509         | 20,48       | 3      | 0      |
|                                           | Monique Fabre            | DVG                      | 248          | 11,02        | 154         | 6,19        | 0      | 0      |
| Escalquens en commun                      |                          |                          | 248          | 11,02        | 154         | 6,19        | 0      | 0      |
|                                           |                          |                          |              |              |             |             |        |        |
| Votes valides                             | Votes valides            | Votes valides            | 2 250        | 97,49        |             |             |        |        |
| Votes blancs                              | Votes blancs             | Votes blancs             | 25           | 1,08         |             |             |        |        |
| Votes nuls                                | Votes nuls               | Votes nuls               | 33           | 1,43         |             |             |        |        |
| Total                                     | Total                    | Total                    | 2 250        | 100          |             |             | 29     | 5      |
| Abstention                                | Abstention               | Abstention               | 3 128        | 57,54        |             |             |        |        |
| Inscrits / participation                  | Inscrits / participation | Inscrits / participation | 5 436        | 42,46        |             |             |        |        |

### Fenouillet
- Maire sortant : Gilles Broquère (LREM[28])
- 29 sièges à pourvoir au conseil municipal (population légale 2017 : 5 161 habitants)
- 1 siège à pourvoir au conseil communautaire (Toulouse Métropole)

| Tête de liste            | Tête de liste            | Liste                    | Premier tour | Premier tour | Sièges | Sièges |
| Tête de liste            | Tête de liste            | Liste                    | Voix         | %            | CM     | CC     |
| ------------------------ | ------------------------ | ------------------------ | ------------ | ------------ | ------ | ------ |
|                          | Thierry Duhamel          | DVG                      | 999          | 54,92        | 23     | 1      |
| Ensemble pour Fenouillet |                          |                          | 999          | 54,92        | 23     | 1      |
|                          | Gilles Broquère          | LREM                     | 820          | 45,07        | 6      | 0      |
| Fenouillet au cœur       |                          |                          | 820          | 45,07        | 6      | 0      |
|                          |                          |                          |              |              |        |        |
| Votes valides            | Votes valides            | Votes valides            | 1 819        | 95,99        |        |        |
| Votes blancs             | Votes blancs             | Votes blancs             | 36           | 1,90         |        |        |
| Votes nuls               | Votes nuls               | Votes nuls               | 40           | 2,11         |        |        |
| Total                    | Total                    | Total                    | 1 895        | 100          | 29     | 1      |
| Abstention               | Abstention               | Abstention               | 1 768        | 48,27        |        |        |
| Inscrits / participation | Inscrits / participation | Inscrits / participation | 3 663        | 51,73        |        |        |

### Fonsorbes
- Maire sortant : Françoise Siméon (DVG)
- 33 sièges à pourvoir au conseil municipal (population légale 2017 : 11 743 habitants)
- 6 sièges à pourvoir au conseil communautaire  (Le Muretain Agglo)

| Tête de liste              | Tête de liste            | Liste                    | Premier tour | Premier tour | Second tour | Second tour | Sièges | Sièges |
| Tête de liste              | Tête de liste            | Liste                    | Voix         | %            | Voix        | %           | CM     | CC     |
| -------------------------- | ------------------------ | ------------------------ | ------------ | ------------ | ----------- | ----------- | ------ | ------ |
|                            | Françoise Siméon         | DVG                      | 1 579        | 47,48        | 1580        | 50,03       | 25     | 4      |
| Fonsorbes citoyenneté      |                          |                          | 1 579        | 47,48        | 1580        | 50,03       | 25     | 4      |
|                            | Christophe Mailhé        | DVG                      | 1 087        | 32,69        | 1036        | 32,80       | 5      | 1      |
| Fonsorbes vert l'avenir    |                          |                          | 1 087        | 32,69        | 1036        | 32,80       | 5      | 1      |
|                            | Jean-Claude Pilet        | PCF-LFI                  | 659          | 19,81        | 542         | 17,16       | 3      | 0      |
| Fonsorbes l'humain d'abord |                          |                          | 659          | 19,81        | 542         | 17,16       | 3      | 0      |
|                            |                          |                          |              |              |             |             |        |        |
| Votes valides              | Votes valides            | Votes valides            | 3 325        | 96,91        |             |             |        |        |
| Votes blancs               | Votes blancs             | Votes blancs             | 61           | 1,78         |             |             |        |        |
| Votes nuls                 | Votes nuls               | Votes nuls               | 45           | 1,31         |             |             |        |        |
| Total                      | Total                    | Total                    | 3 431        | 100          |             | 100         | 33     | 6      |
| Abstention                 | Abstention               | Abstention               | 5 722        | 62,52        |             |             |        |        |
| Inscrits / participation   | Inscrits / participation | Inscrits / participation | 9 153        | 37,48        |             |             |        |        |

### Fontenilles
- Maire sortant : Fabienne Vitrice (PS)
- 29 sièges à pourvoir au conseil municipal (population légale 2017 : 5 935 habitants)
- 9 sièges à pourvoir au conseil communautaire (CC de la Gascogne Toulousaine)

| Tête de liste                      | Tête de liste            | Liste                    | Premier tour | Premier tour | Sièges | Sièges |
| Tête de liste                      | Tête de liste            | Liste                    | Voix         | %            | CM     | CC     |
| ---------------------------------- | ------------------------ | ------------------------ | ------------ | ------------ | ------ | ------ |
|                                    | Christophe Tountevich    | DVC                      | 962          | 50,71        | 22     | 7      |
| Fontenilles au cœur                |                          |                          | 962          | 50,71        | 22     | 7      |
|                                    | Fabienne Vitrice         | PS                       | 679          | 35,79        | 5      | 2      |
| Fontenilles ensemble               |                          |                          | 679          | 35,79        | 5      | 2      |
|                                    | Thérèse Monfraix         | DVD                      | 256          | 13,49        | 2      | 0      |
| Fontenilles le renouveau pour tous |                          |                          | 256          | 13,49        | 2      | 0      |
|                                    |                          |                          |              |              |        |        |
| Votes valides                      | Votes valides            | Votes valides            | 1 897        | 96,88        |        |        |
| Votes blancs                       | Votes blancs             | Votes blancs             | 39           | 1,99         |        |        |
| Votes nuls                         | Votes nuls               | Votes nuls               | 22           | 1,12         |        |        |
| Total                              | Total                    | Total                    | 1 958        | 100          | 29     | 9      |
| Abstention                         | Abstention               | Abstention               | 2 073        | 51,43        |        |        |
| Inscrits / participation           | Inscrits / participation | Inscrits / participation | 4 031        | 48,57        |        |        |

### Fronton
- Maire sortant : Hugo Cavagnac (DVC)
- 29 sièges à pourvoir au conseil municipal (population légale 2017 : 6 079 habitants)
- 8 sièges à pourvoir au conseil communautaire (CC du Frontonnais)

| Tête de liste            | Tête de liste            | Liste                    | Premier tour | Premier tour | Sièges | Sièges |
| Tête de liste            | Tête de liste            | Liste                    | Voix         | %            | CM     | CC     |
| ------------------------ | ------------------------ | ------------------------ | ------------ | ------------ | ------ | ------ |
|                          | Hugo Cavagnac            | DVC                      | 1 921        | 77,27        | 26     | 8      |
| Unis pour Fronton        |                          |                          | 1 921        | 77,27        | 26     | 8      |
|                          | Julien Leonardelli       | RN                       | 328          | 13,19        | 2      | 0      |
| Tout pour Fronton        |                          |                          | 328          | 13,19        | 2      | 0      |
|                          | Bruno Hontans            | DVD                      | 237          | 9,53         | 1      | 0      |
| Fronton d'abord          |                          |                          | 237          | 9,53         | 1      | 0      |
|                          |                          |                          |              |              |        |        |
| Votes valides            | Votes valides            | Votes valides            | 2 486        | 95,69        |        |        |
| Votes blancs             | Votes blancs             | Votes blancs             | 39           | 1,50         |        |        |
| Votes nuls               | Votes nuls               | Votes nuls               | 73           | 2,81         |        |        |
| Total                    | Total                    | Total                    | 2 598        | 100          | 29     | 8      |
| Abstention               | Abstention               | Abstention               | 2 154        | 45,33        |        |        |
| Inscrits / participation | Inscrits / participation | Inscrits / participation | 4 752        | 54,67        |        |        |

### Frouzins
- Maire sortant : Alain Bertrand (PS)
- 29 sièges à pourvoir au conseil municipal (population légale 2017 : 9 022 habitants)
- 4 sièges à pourvoir au conseil communautaire  (Le Muretain Agglo)

| Tête de liste             | Tête de liste            | Liste                    | Premier tour | Premier tour | Second tour | Second tour | Sièges | Sièges |
| Tête de liste             | Tête de liste            | Liste                    | Voix         | %            | Voix        | %           | CM     | CC     |
| ------------------------- | ------------------------ | ------------------------ | ------------ | ------------ | ----------- | ----------- | ------ | ------ |
|                           | Jérôme Laffon            | UG                       | 1 170        | 42,68        | 1501        | 53,09       | 22     | 3      |
| Frouzins ensemble         |                          |                          | 1 170        | 42,68        | 1501        | 53,09       | 22     | 3      |
|                           | Antoine Bonilla          | DVG                      | 950          | 34,65        | 1326        | 46,90       | 7      | 1      |
| Avec vous Frouzins demain |                          |                          | 950          | 34,65        | 1326        | 46,90       | 7      | 1      |
|                           | Luc Novales              | DVG                      | 621          | 22,65        |             |             |        |        |
| Frouzins à venir          |                          |                          | 621          | 22,65        |             |             |        |        |
|                           |                          |                          |              |              |             |             |        |        |
| Votes valides             | Votes valides            | Votes valides            | 2 741        | 97,86        |             |             |        |        |
| Votes blancs              | Votes blancs             | Votes blancs             | 27           | 0,96         |             |             |        |        |
| Votes nuls                | Votes nuls               | Votes nuls               | 33           | 1,18         |             |             |        |        |
| Total                     | Total                    | Total                    | 2 801        | 100          |             | 100         | 29     | 4      |
| Abstention                | Abstention               | Abstention               | 3 904        | 58,23        |             |             |        |        |
| Inscrits / participation  | Inscrits / participation | Inscrits / participation | 6 705        | 41,77        |             |             |        |        |

### Gagnac-sur-Garonne
- Maire sortant : Michel Simon (DVD)
- 23 sièges à pourvoir au conseil municipal (population légale 2017 : 3 110 habitants)
- 1 siège à pourvoir au conseil communautaire (Toulouse Métropole)

| Tête de liste                       | Tête de liste            | Liste                    | Premier tour | Premier tour | Sièges | Sièges |
| Tête de liste                       | Tête de liste            | Liste                    | Voix         | %            | CM     | CC     |
| ----------------------------------- | ------------------------ | ------------------------ | ------------ | ------------ | ------ | ------ |
|                                     | Patrick Bergougnoux      |                          | 529          | 100,00       | 23     | 1      |
| Du cœur et des énergies pour Gagnac |                          |                          | 529          | 100,00       | 23     | 1      |
|                                     |                          |                          |              |              |        |        |
| Votes valides                       | Votes valides            | Votes valides            | 529          | 84,91        |        |        |
| Votes blancs                        | Votes blancs             | Votes blancs             | 40           | 6,42         |        |        |
| Votes nuls                          | Votes nuls               | Votes nuls               | 54           | 8,67         |        |        |
| Total                               | Total                    | Total                    | 623          | 100          | 23     | 1      |
| Abstention                          | Abstention               | Abstention               | 1 380        | 68,90        |        |        |
| Inscrits / participation            | Inscrits / participation | Inscrits / participation | 2 003        | 31,10        |        |        |

### Gratentour
- Maire sortant : Patrick Delpech (PS)
- 27 sièges à pourvoir au conseil municipal (population légale 2017 : 4 158 habitants)
- 1 siège à pourvoir au conseil communautaire (Toulouse Métropole)

| Tête de liste                       | Tête de liste            | Liste                    | Premier tour | Premier tour | Sièges | Sièges |
| Tête de liste                       | Tête de liste            | Liste                    | Voix         | %            | CM     | CC     |
| ----------------------------------- | ------------------------ | ------------------------ | ------------ | ------------ | ------ | ------ |
|                                     | Patrick Delpech          | DVG                      | 969          | 100,00       | 27     | 1      |
| Continuons ensemble pour Gratentour |                          |                          | 969          | 100,00       | 27     | 1      |
|                                     |                          |                          |              |              |        |        |
| Votes valides                       | Votes valides            | Votes valides            | 969          | 85,98        |        |        |
| Votes blancs                        | Votes blancs             | Votes blancs             | 102          | 9,05         |        |        |
| Votes nuls                          | Votes nuls               | Votes nuls               | 56           | 4,97         |        |        |
| Total                               | Total                    | Total                    | 1 127        | 100          | 27     | 1      |
| Abstention                          | Abstention               | Abstention               | 1 662        | 59,59        |        |        |
| Inscrits / participation            | Inscrits / participation | Inscrits / participation | 2 789        | 40,41        |        |        |

### Grenade
- Maire sortant : Jean-Paul Delmas (DVG)
- 29 sièges à pourvoir au conseil municipal (population légale 2017 : 8 847 habitants)
- 12 sièges à pourvoir au conseil communautaire (CC des Hauts Tolosans)

| Tête de liste                           | Tête de liste            | Liste                    | Premier tour | Premier tour | Sièges | Sièges |
| Tête de liste                           | Tête de liste            | Liste                    | Voix         | %            | CM     | CC     |
| --------------------------------------- | ------------------------ | ------------------------ | ------------ | ------------ | ------ | ------ |
|                                         | Jean-Paul Delmas         | DVG                      | 1 948        | 100,00       | 29     | 12     |
| Tous unis pour Grenade et Saint-Caprais |                          |                          | 1 948        | 100,00       | 29     | 12     |
|                                         |                          |                          |              |              |        |        |
| Votes valides                           | Votes valides            | Votes valides            | 1 948        | 92,98        |        |        |
| Votes blancs                            | Votes blancs             | Votes blancs             | 66           | 3,15         |        |        |
| Votes nuls                              | Votes nuls               | Votes nuls               | 81           | 3,87         |        |        |
| Total                                   | Total                    | Total                    | 2 095        | 100          | 29     | 12     |
| Abstention                              | Abstention               | Abstention               | 3 788        | 64,39        |        |        |
| Inscrits / participation                | Inscrits / participation | Inscrits / participation | 5 883        | 35,61        |        |        |

### L'Union
- Maire sortant : Marc Péré (DVG)
- 33 sièges à pourvoir au conseil municipal (population légale 2017 : 11 715 habitants)
- 2 sièges à pourvoir au conseil communautaire (Toulouse Métropole)

| Tête de liste            | Tête de liste            | Liste                    | Premier tour | Premier tour | Sièges | Sièges |
| Tête de liste            | Tête de liste            | Liste                    | Voix         | %            | CM     | CC     |
| ------------------------ | ------------------------ | ------------------------ | ------------ | ------------ | ------ | ------ |
|                          | Marc Péré                | DVG                      | 3 462        | 75,29        | 29     | 2      |
| L'Union avance           |                          |                          | 3 462        | 75,29        | 29     | 2      |
|                          | Christine Gennaro-Saint  | DVD                      | 1 136        | 24,70        | 4      | 0      |
| Pour l'Union             |                          |                          | 1 136        | 24,70        | 4      | 0      |
|                          |                          |                          |              |              |        |        |
| Votes valides            | Votes valides            | Votes valides            | 4 598        | 98,08        |        |        |
| Votes blancs             | Votes blancs             | Votes blancs             | 47           | 1,00         |        |        |
| Votes nuls               | Votes nuls               | Votes nuls               | 43           | 0,92         |        |        |
| Total                    | Total                    | Total                    | 4 688        | 100          | 33     | 2      |
| Abstention               | Abstention               | Abstention               | 5 106        | 52,13        |        |        |
| Inscrits / participation | Inscrits / participation | Inscrits / participation | 9 794        | 47,87        |        |        |

### La Salvetat-Saint-Gilles
- Maire sortant : François Arderiu (DVG)
- 29 sièges à pourvoir au conseil municipal (population légale 2017 : 8 321 habitants)
- 8 sièges à pourvoir au conseil communautaire (CC de la Save au Touch)

| Tête de liste            | Tête de liste            | Liste                    | Premier tour | Premier tour | Sièges | Sièges |
| Tête de liste            | Tête de liste            | Liste                    | Voix         | %            | CM     | CC     |
| ------------------------ | ------------------------ | ------------------------ | ------------ | ------------ | ------ | ------ |
|                          | François Arderiu         | DVG                      | 2 066        | 80,20        | 27     | 7      |
| La Salvetat citoyenne    |                          |                          | 2 066        | 80,20        | 27     | 7      |
|                          | Jean Michel Chagniot     | PS - PRG - LREM - UDI    | 510          | 19,79        | 2      | 1      |
| Votre Salvetat 2020      |                          |                          | 510          | 19,79        | 2      | 1      |
|                          |                          |                          |              |              |        |        |
| Votes valides            | Votes valides            | Votes valides            | 2 576        | 96,91        |        |        |
| Votes blancs             | Votes blancs             | Votes blancs             | 38           | 1,43         |        |        |
| Votes nuls               | Votes nuls               | Votes nuls               | 44           | 1,66         |        |        |
| Total                    | Total                    | Total                    | 2 658        | 100          | 29     | 8      |
| Abstention               | Abstention               | Abstention               | 3 576        | 57,36        |        |        |
| Inscrits / participation | Inscrits / participation | Inscrits / participation | 6 234        | 42,64        |        |        |

### Labarthe-sur-Lèze
- Maire sortant : Yves Cadas (PS)
- 29 sièges à pourvoir au conseil municipal (population légale 2017 : 6 178 habitants)
- 2 sièges à pourvoir au conseil communautaire  (Le Muretain Agglo)

| Tête de liste                        | Tête de liste            | Liste                    | Premier tour | Premier tour | Second tour | Second tour | Sièges | Sièges |
| Tête de liste                        | Tête de liste            | Liste                    | Voix         | %            | Voix        | %           | CM     | CC     |
| ------------------------------------ | ------------------------ | ------------------------ | ------------ | ------------ | ----------- | ----------- | ------ | ------ |
|                                      | Yves Cadas               | PS-EELV                  | 611          | 32,55        | 733         | 36,77       | 21     | 2      |
| Avec votre confiance Labarthe avance |                          |                          | 611          | 32,55        | 733         | 36,77       | 21     | 2      |
|                                      | Jérémie Lampe            | DVC                      | 486          | 25,89        | 689         | 34,57       | 5      | 0      |
| Mieux vivre ensemble                 |                          |                          | 486          | 25,89        | 689         | 34,57       | 5      | 0      |
|                                      | Stéphane Chadourne       | ECO                      | 421          | 22,42        | 339         | 17,00       | 2      | 0      |
| Vivons Labarthe Ensemble             |                          |                          | 421          | 22,42        | 339         | 17,00       | 2      | 0      |
|                                      | Christine Roussel        | DVC                      | 359          | 19,12        | 232         | 11,64       | 1      | 0      |
| Unis pour Labarthe                   |                          |                          | 359          | 19,12        | 232         | 11,64       | 1      | 0      |
|                                      |                          |                          |              |              |             |             |        |        |
| Votes valides                        | Votes valides            | Votes valides            | 1 877        | 97,71        | 1 993       | 98,66       |        |        |
| Votes blancs                         | Votes blancs             | Votes blancs             | 22           | 1,15         | 15          | 0,74        |        |        |
| Votes nuls                           | Votes nuls               | Votes nuls               | 22           | 1,15         | 12          | 0,59        |        |        |
| Total                                | Total                    | Total                    | 1 921        | 100          | 2 020       | 100         | 29     | 2      |
| Abstention                           | Abstention               | Abstention               | 2 319        | 54,69        | 2 241       | 52,59       |        |        |
| Inscrits / participation             | Inscrits / participation | Inscrits / participation | 4 240        | 45,31        | 4 261       | 47,41       |        |        |

### Labège
- Maire sortant : Laurent Chérubin (EELV)
- 27 sièges à pourvoir au conseil municipal (population légale 2017 : 4 044 habitants)
- 3 sièges à pourvoir au conseil communautaire  (Sicoval)

| Tête de liste            | Tête de liste            | Liste                    | Premier tour | Premier tour | Sièges | Sièges |
| Tête de liste            | Tête de liste            | Liste                    | Voix         | %            | CM     | CC     |
| ------------------------ | ------------------------ | ------------------------ | ------------ | ------------ | ------ | ------ |
|                          | Laurent Chérubin         | DVG                      | 1 001        | 85,55        | 25     | 3      |
| Labège une équipe        |                          |                          | 1 001        | 85,55        | 25     | 3      |
|                          | Gabriel Bouissou         | DVC                      | 169          | 14,44        | 2      | 0      |
| Labège pour tous         |                          |                          | 169          | 14,44        | 2      | 0      |
|                          |                          |                          |              |              |        |        |
| Votes valides            | Votes valides            | Votes valides            | 1 170        | 95,90        |        |        |
| Votes blancs             | Votes blancs             | Votes blancs             | 23           | 1,89         |        |        |
| Votes nuls               | Votes nuls               | Votes nuls               | 27           | 2,21         |        |        |
| Total                    | Total                    | Total                    | 1 220        | 100          | 27     | 3      |
| Abstention               | Abstention               | Abstention               | 1 328        | 52,12        |        |        |
| Inscrits / participation | Inscrits / participation | Inscrits / participation | 2 548        | 47,88        |        |        |

### Lagardelle-sur-Lèze
- Maire sortant : Jean-Claude Rouane (DVG)
- 23 sièges à pourvoir au conseil municipal (population légale 2017 : 3 045 habitants)
- 5 sièges à pourvoir au conseil communautaire  (CC du Bassin Auterivain Haut-Garonnais)

| Tête de liste                  | Tête de liste            | Liste                    | Premier tour | Premier tour | Sièges | Sièges |
| Tête de liste                  | Tête de liste            | Liste                    | Voix         | %            | CM     | CC     |
| ------------------------------ | ------------------------ | ------------------------ | ------------ | ------------ | ------ | ------ |
|                                | Floréal Munoz            | SE                       | 560          | 50,31        | 18     | 4      |
| Vivre ensemble à Lagardelle    |                          |                          | 560          | 50,31        | 18     | 4      |
|                                | André Costes             | SE                       | 553          | 49,68        | 5      | 1      |
| Lagardelle demain... Autrement |                          |                          | 553          | 49,68        | 5      | 1      |
|                                |                          |                          |              |              |        |        |
| Votes valides                  | Votes valides            | Votes valides            | 1 113        | 96,78        |        |        |
| Votes blancs                   | Votes blancs             | Votes blancs             | 19           | 1,65         |        |        |
| Votes nuls                     | Votes nuls               | Votes nuls               | 18           | 1,57         |        |        |
| Total                          | Total                    | Total                    | 1 150        | 100          | 23     | 5      |
| Abstention                     | Abstention               | Abstention               | 957          | 45,42        |        |        |
| Inscrits / participation       | Inscrits / participation | Inscrits / participation | 2 107        | 54,58        |        |        |

### Launaguet
- Maire sortant : Michel Rougé (PS)
- 29 sièges à pourvoir au conseil municipal (population légale 2017 : 8 880 habitants)
- 2 sièges à pourvoir au conseil communautaire (Toulouse Métropole)

| Tête de liste                            | Tête de liste            | Liste                    | Premier tour | Premier tour | Sièges | Sièges |
| Tête de liste                            | Tête de liste            | Liste                    | Voix         | %            | CM     | CC     |
| ---------------------------------------- | ------------------------ | ------------------------ | ------------ | ------------ | ------ | ------ |
|                                          | Michel Rougé             | PS-EELV                  | 1 532        | 70,01        | 25     | 2      |
| Agir avec vous naturellement             |                          |                          | 1 532        | 70,01        | 25     | 2      |
|                                          | Georges Deneuville       | DVD                      | 656          | 29,98        | 4      | 0      |
| Place au changement pour une vraie ville |                          |                          | 656          | 29,98        | 4      | 0      |
|                                          |                          |                          |              |              |        |        |
| Votes valides                            | Votes valides            | Votes valides            | 2 188        | 97,29        |        |        |
| Votes blancs                             | Votes blancs             | Votes blancs             | 39           | 1,73         |        |        |
| Votes nuls                               | Votes nuls               | Votes nuls               | 22           | 0,98         |        |        |
| Total                                    | Total                    | Total                    | 2 249        | 100          | 29     | 2      |
| Abstention                               | Abstention               | Abstention               | 3 723        | 62,34        |        |        |
| Inscrits / participation                 | Inscrits / participation | Inscrits / participation | 5 972        | 37,66        |        |        |

### Léguevin
- Maire sortant : Stéphane Mirc (LR)
- 29 sièges à pourvoir au conseil municipal (population légale 2017 : 9 196 habitants)
- 9 sièges à pourvoir au conseil communautaire (CC de la Save au Touch)

| Tête de liste                                | Tête de liste             | Liste                    | Premier tour | Premier tour | Second tour | Second tour | Sièges | Sièges |
| Tête de liste                                | Tête de liste             | Liste                    | Voix         | %            | Voix        | %           | CM     | CC     |
| -------------------------------------------- | ------------------------- | ------------------------ | ------------ | ------------ | ----------- | ----------- | ------ | ------ |
|                                              | Étienne Cardeilhac-Pugens | DVC                      | 1 311        | 41,55        | 1748        | 47,28       | 22     | 7      |
| Etienne CARDEILHAC-PUGENS Léguevin avec Vous |                           |                          | 1 311        | 41,55        | 1748        | 47,28       | 22     | 7      |
|                                              | Stéphane Mirc             | LR                       | 1 296        | 41,07        | 1524        | 41,22       | 6      | 2      |
| Ensemble pour Léguevin                       |                           |                          | 1 296        | 41,07        | 1524        | 41,22       | 6      | 2      |
|                                              | Robert Couderc            | PS - PCF - EELV - LFI    | 548          | 17,36        | 425         | 11,49       | 1      | 0      |
| Mieux vivre à Léguevin                       |                           |                          | 548          | 17,36        | 425         | 11,49       | 1      | 0      |
|                                              |                           |                          |              |              |             |             |        |        |
| Votes valides                                | Votes valides             | Votes valides            | 3 155        | 95,81        |             |             |        |        |
| Votes blancs                                 | Votes blancs              | Votes blancs             | 21           | 0,64         |             |             |        |        |
| Votes nuls                                   | Votes nuls                | Votes nuls               | 117          | 3,55         |             |             |        |        |
| Total                                        | Total                     | Total                    | 3 293        | 100          |             | 100         | 29     | 9      |
| Abstention                                   | Abstention                | Abstention               | 3 248        | 49,66        |             |             |        |        |
| Inscrits / participation                     | Inscrits / participation  | Inscrits / participation | 6 541        | 50,34        |             |             |        |        |

### Lherm
- Maire sortant : Jean Ayçaguer (PS)
- 27 sièges à pourvoir au conseil municipal (population légale 2017 : 3 678 habitants)
- 7 sièges à pourvoir au conseil communautaire (CC Cœur de Garonne)

| Tête de liste               | Tête de liste            | Liste                    | Premier tour | Premier tour | Second tour | Second tour | Sièges | Sièges |
| Tête de liste               | Tête de liste            | Liste                    | Voix         | %            | Voix        | %           | CM     | CC     |
| --------------------------- | ------------------------ | ------------------------ | ------------ | ------------ | ----------- | ----------- | ------ | ------ |
|                             | Frédéric Pasian          | DVG                      | 688          | 47,41        | 786         | 50,12       | 21     | 6      |
| Agir ensemble               |                          |                          | 688          | 47,41        | 786         | 50,12       | 21     | 6      |
|                             | Nicolas Homehr           | DVC                      | 611          | 42,10        | 685         | 43,68       | 6      | 1      |
| Idea'Lherm                  |                          |                          | 611          | 42,10        | 685         | 43,68       | 6      | 1      |
|                             | Benkhelifa Benagrouba    | ECO                      | 152          | 10,47        | 97          | 6,18        | 0      | 0      |
| Ensemble construisons Lherm |                          |                          | 152          | 10,47        | 97          | 6,18        | 0      | 0      |
|                             |                          |                          |              |              |             |             |        |        |
| Votes valides               | Votes valides            | Votes valides            | 1 451        | 97,64        |             |             |        |        |
| Votes blancs                | Votes blancs             | Votes blancs             | 6            | 0,40         |             |             |        |        |
| Votes nuls                  | Votes nuls               | Votes nuls               | 29           | 1,95         |             |             |        |        |
| Total                       | Total                    | Total                    | 1 486        | 100          |             | 100         | 27     | 7      |
| Abstention                  | Abstention               | Abstention               | 1 406        | 48,62        |             |             |        |        |
| Inscrits / participation    | Inscrits / participation | Inscrits / participation | 2 892        | 51,38        |             |             |        |        |

### Longages
- Maire sortant : Patrick Massarutto (PS)
- 23 sièges à pourvoir au conseil municipal (population légale 2017 : 3 082 habitants)
- 5 sièges à pourvoir au conseil communautaire (CC du Volvestre)

| Tête de liste              | Tête de liste            | Liste                    | Premier tour | Premier tour | Sièges | Sièges |
| Tête de liste              | Tête de liste            | Liste                    | Voix         | %            | CM     | CC     |
| -------------------------- | ------------------------ | ------------------------ | ------------ | ------------ | ------ | ------ |
|                            | Jean-Michel Dalard       | SE                       | 818          | 70,45        | 20     | 5      |
| Longages notre village     |                          |                          | 818          | 70,45        | 20     | 5      |
|                            | Marc Delsouc             | SE                       | 343          | 29,54        | 3      | 0      |
| Longages l'avenir ensemble |                          |                          | 343          | 29,54        | 3      | 0      |
|                            |                          |                          |              |              |        |        |
| Votes valides              | Votes valides            | Votes valides            | 1 161        | 96,99        |        |        |
| Votes blancs               | Votes blancs             | Votes blancs             | 12           | 1,00         |        |        |
| Votes nuls                 | Votes nuls               | Votes nuls               | 24           | 2,01         |        |        |
| Total                      | Total                    | Total                    | 1 197        | 100          | 23     | 5      |
| Abstention                 | Abstention               | Abstention               | 1 103        | 47,96        |        |        |
| Inscrits / participation   | Inscrits / participation | Inscrits / participation | 2 300        | 52,04        |        |        |

### Merville
- Maire sortant : Chantal Aygat (DVG)
- 29 sièges à pourvoir au conseil municipal (population légale 2017 : 5 615 habitants)
- 7 sièges à pourvoir au conseil communautaire (CC des Hauts Tolosans)

| Tête de liste                | Tête de liste            | Liste                    | Premier tour | Premier tour | Sièges | Sièges |
| Tête de liste                | Tête de liste            | Liste                    | Voix         | %            | CM     | CC     |
| ---------------------------- | ------------------------ | ------------------------ | ------------ | ------------ | ------ | ------ |
|                              | Chantal Aygat            | DVG                      | 968          | 100,00       | 29     | 7      |
| Continuons Merville Ensemble |                          |                          | 968          | 100,00       | 29     | 7      |
|                              |                          |                          |              |              |        |        |
| Votes valides                | Votes valides            | Votes valides            | 968          | 81,48        |        |        |
| Votes blancs                 | Votes blancs             | Votes blancs             | 102          | 8,59         |        |        |
| Votes nuls                   | Votes nuls               | Votes nuls               | 118          | 9,93         |        |        |
| Total                        | Total                    | Total                    | 1 188        | 100          | 29     | 7      |
| Abstention                   | Abstention               | Abstention               | 2 697        | 69,42        |        |        |
| Inscrits / participation     | Inscrits / participation | Inscrits / participation | 3 885        | 30,58        |        |        |

### Mondonville
- Maire sortant : Edmond Desclaux (PRG)
- 27 sièges à pourvoir au conseil municipal (population légale 2017 : 4 546 habitants)
- 1 siège à pourvoir au conseil communautaire (Toulouse Métropole)

| Tête de liste            | Tête de liste            | Liste                    | Premier tour | Premier tour | Second tour | Second tour | Sièges | Sièges |
| Tête de liste            | Tête de liste            | Liste                    | Voix         | %            | Voix        | %           | CM     | CC     |
| ------------------------ | ------------------------ | ------------------------ | ------------ | ------------ | ----------- | ----------- | ------ | ------ |
|                          | Véronique Barraqué Onno  | DIV                      | 492          | 31,59        | 680         | 41,89       | 20     | 1      |
| Citoyens mondonvillois   |                          |                          | 492          | 31,59        | 680         | 41,89       | 20     | 1      |
|                          | Michel Boiago            | DVC                      | 451          | 28,96        | 505         | 31,11       | 4      | 0      |
| L'avenir ensemble        |                          |                          | 451          | 28,96        | 505         | 31,11       | 4      | 0      |
|                          | Gérard Henry Campistron  | DVC                      | 349          | 22,41        | 438         | 26,98       | 3      | 0      |
| Regards mondonvillois    |                          |                          | 349          | 22,41        | 438         | 26,98       | 3      | 0      |
|                          | Jean-François Bequet     | ECO                      | 265          | 17,01        | 438         | 26,98       | 3      | 0      |
| Mondonville 2020         |                          |                          | 265          | 17,01        | 438         | 26,98       | 3      | 0      |
|                          |                          |                          |              |              |             |             |        |        |
| Votes valides            | Votes valides            | Votes valides            | 1 557        | 98,54        |             |             |        |        |
| Votes blancs             | Votes blancs             | Votes blancs             | 9            | 0,57         |             |             |        |        |
| Votes nuls               | Votes nuls               | Votes nuls               | 14           | 0,89         |             |             |        |        |
| Total                    | Total                    | Total                    | 1 580        | 100          |             | 100         | 27     | 1      |
| Abstention               | Abstention               | Abstention               | 1 749        | 52,54        |             |             |        |        |
| Inscrits / participation | Inscrits / participation | Inscrits / participation | 3 329        | 47,46        |             |             |        |        |

### Montastruc-la-Conseillère
- Maire sortant : Michel Anguille (LR)
- 23 sièges à pourvoir au conseil municipal (population légale 2017 : 3 430 habitants)
- 5 sièges à pourvoir au conseil communautaire (CC des Coteaux du Girou)

|                | Michel Anguille   | DVD            | 851   | 50,98  | 18 | 4 |  |  |
|                | Bernard Cattelani | DVG            | 818   | 49,01  | 5  | 1 |  |  |
|                |                   |                |       |        |    |   |  |  |
| Inscrits       | Inscrits          | Inscrits       | 2 490 | 100,00 |    |   |  |  |
| Abstentions    | Abstentions       | Abstentions    | 740   | 29,72  |    |   |  |  |
| Votants        | Votants           | Votants        | 1 750 | 70,28  |    |   |  |  |
| Blancs et nuls | Blancs et nuls    | Blancs et nuls | 81    | 4,63   |    |   |  |  |
| Exprimés       | Exprimés          | Exprimés       | 1 669 | 95,37  |    |   |  |  |

### Montesquieu-Volvestre
- Maire sortant : Henri Dejean (PS)
- 23 sièges à pourvoir au conseil municipal (population légale 2017 : 3 032 habitants)
- 6 sièges à pourvoir au conseil communautaire (CC du Volvestre)

|                | Patrick Lemasle | PS             | 1 096 | 70,98  | 20 | 5 |  |  |
|                | Claude Petrus   | DVD            | 448   | 29,01  | 3  | 1 |  |  |
|                |                 |                |       |        |    |   |  |  |
| Inscrits       | Inscrits        | Inscrits       | 2 285 | 100,00 |    |   |  |  |
| Abstentions    | Abstentions     | Abstentions    | 627   | 27,44  |    |   |  |  |
| Votants        | Votants         | Votants        | 1 658 | 72,56  |    |   |  |  |
| Blancs et nuls | Blancs et nuls  | Blancs et nuls | 114   | 6,88   |    |   |  |  |
| Exprimés       | Exprimés        | Exprimés       | 1 544 | 93,12  |    |   |  |  |

### Montrabé
- Maire sortant : Jacques Sébi (PS)
- 27 sièges à pourvoir au conseil municipal (population légale 2017 : 4 106 habitants)
- 1 siège à pourvoir au conseil communautaire (Toulouse Métropole)

|                | Jacques Sébi        | PS             | 1 235 | 65,27  | 23 | 1 |  |  |
|                | Jean-Michel Guinard | DVD            | 657   | 34,72  | 4  |   |  |  |
|                |                     |                |       |        |    |   |  |  |
| Inscrits       | Inscrits            | Inscrits       | 3 018 | 100,00 |    |   |  |  |
| Abstentions    | Abstentions         | Abstentions    | 1 014 | 33,60  |    |   |  |  |
| Votants        | Votants             | Votants        | 2 004 | 66,40  |    |   |  |  |
| Blancs et nuls | Blancs et nuls      | Blancs et nuls | 112   | 5,59   |    |   |  |  |
| Exprimés       | Exprimés            | Exprimés       | 1 892 | 94,41  |    |   |  |  |

### Muret
- Maire sortant : André Mandement (PS)
- 35 sièges à pourvoir au conseil municipal (population légale 2017 : 24 945 habitants)
- 13 sièges à pourvoir au conseil communautaire (Le Muretain Agglo)

|                                                          | André Mandement | PS - PCF - EELV - G.s - PRG              | 3 655 | 60,08 | 29 | 11 |  |  |
| Muret pour tous et avec tous                             |                 |                                          | 3 655 | 60,08 | 29 | 11 |  |  |
|                                                          | Myriam Crédot   | EXD - DLF                                | 924   | 15,18 | 3  | 1  |  |  |
| 100% Muret                                               |                 |                                          | 924   | 15,18 | 3  | 1  |  |  |
|                                                          | Jean-Marc Dizel | ECO                                      | 526   | 8,64  | 1  | 0  |  |  |
| Muret écologique et solidaire                            |                 |                                          | 526   | 8,64  | 1  | 0  |  |  |
|                                                          | Laurent Mazuray | DVC - LREM - MR - GÉ - MoDem - Agir - LR | 458   | 7,52  | 1  | 0  |  |  |
| Muret et moi                                             |                 |                                          | 458   | 7,52  | 1  | 0  |  |  |
|                                                          | Elisabeth Séré  | DVC                                      | 410   | 6,74  | 1  | 0  |  |  |
| Muret ensemble                                           |                 |                                          | 410   | 6,74  | 1  | 0  |  |  |
|                                                          | Hervé Bergnes   | LO                                       | 110   | 1,80  | 0  | 0  |  |  |
| Lutte ouvrière - Faire entendre le camp des travailleurs |                 |                                          | 110   | 1,80  | 0  | 0  |  |  |
|                                                          |                 |                                          |       |       |    |    |  |  |
| Votes valides                                            |                 |                                          |       |       |    |    |  |  |
| Votes blancs                                             |                 |                                          |       |       |    |    |  |  |
| Votes nuls                                               |                 |                                          |       |       |    |    |  |  |
| Total                                                    | Total           | Total                                    |       | 100   | 35 | 13 |  |  |
| Abstention                                               |                 |                                          |       |       |    |    |  |  |
| Inscrits / participation                                 |                 |                                          |       |       |    |    |  |  |

### Nailloux
- Maire sortant : Lison Gleyses (PS)
- 27 sièges à pourvoir au conseil municipal (population légale 2017 : 3 873 habitants)
- 6 sièges à pourvoir au conseil communautaire (CC des Terres du Lauragais)

|                                              | Lison Gleyses    | PS    | 686 | 57,30 | 22 | 5 |  |  |
| Nailloux bouge avec vous                     |                  |       | 686 | 57,30 | 22 | 5 |  |  |
|                                              | Didier Datcharry | DVD   | 511 | 42,89 | 5  | 1 |  |  |
| Naillousains! Une vision réaliste et durable |                  |       | 511 | 42,89 | 5  | 1 |  |  |
|                                              |                  |       |     |       |    |   |  |  |
| Votes valides                                |                  |       |     |       |    |   |  |  |
| Votes blancs                                 |                  |       |     |       |    |   |  |  |
| Votes nuls                                   |                  |       |     |       |    |   |  |  |
| Total                                        | Total            | Total |     | 100   | 27 | 6 |  |  |
| Abstention                                   |                  |       |     |       |    |   |  |  |
| Inscrits / participation                     |                  |       |     |       |    |   |  |  |

### Pechbonnieu
- Maire sortant : Sabine Geil-Gomez (PS)
- 27 sièges à pourvoir au conseil municipal (population légale 2017 : 4 425 habitants)
- 7 sièges à pourvoir au conseil communautaire (CC des Coteaux Bellevue)

| Tête de liste                          | Tête de liste            | Liste                    | Premier tour | Premier tour | Sièges | Sièges |
| Tête de liste                          | Tête de liste            | Liste                    | Voix         | %            | CM     | CC     |
| -------------------------------------- | ------------------------ | ------------------------ | ------------ | ------------ | ------ | ------ |
|                                        | Sabine Geil-Gomez        | PS - PCF                 | 1 087        | 73,54        | 24     | 6      |
| Pechbonnieu pour vous                  |                          |                          | 1 087        | 73,54        | 24     | 6      |
|                                        | Pierre Laffont           | DVD                      | 391          | 26,45        | 3      | 1      |
| Union pour l'alternative à Pechbonnieu |                          |                          | 391          | 26,45        | 3      | 1      |
|                                        |                          |                          |              |              |        |        |
| Votes valides                          | Votes valides            | Votes valides            | 1 478        | 97,82        |        |        |
| Votes blancs                           | Votes blancs             | Votes blancs             | 16           | 1,06         |        |        |
| Votes nuls                             | Votes nuls               | Votes nuls               | 17           | 1,13         |        |        |
| Total                                  | Total                    | Total                    | 1 511        | 100          | 27     | 7      |
| Abstention                             | Abstention               | Abstention               | 1 854        | 55,10        |        |        |
| Inscrits / participation               | Inscrits / participation | Inscrits / participation | 3 365        | 44,90        |        |        |

### Pibrac
- Maire sortant : Bruno Costes (LR)
- 29 sièges à pourvoir au conseil municipal (population légale 2017 : 8 459 habitants)
- 2 sièges à pourvoir au conseil communautaire (Toulouse Métropole)

|                                              | Bruno Costes       | LR       | 1 392 | 36,52 | 5  | 0 |  |  |
| Pour Pibrac 2020, continuons d'agir ensemble |                    |          | 1 392 | 36,52 | 5  | 0 |  |  |
|                                              | Camille Pouponneau | PS - PCF | 2 419 | 63,47 | 24 | 2 |  |  |
| Demain Pibrac 2020                           |                    |          | 2 419 | 63,47 | 24 | 2 |  |  |
|                                              |                    |          |       |       |    |   |  |  |
| Votes valides                                |                    |          |       |       |    |   |  |  |
| Votes blancs                                 |                    |          |       |       |    |   |  |  |
| Votes nuls                                   |                    |          |       |       |    |   |  |  |
| Total                                        | Total              | Total    |       | 100   | 29 | 2 |  |  |
| Abstention                                   |                    |          |       |       |    |   |  |  |
| Inscrits / participation                     |                    |          |       |       |    |   |  |  |

### Pins-Justaret
- Maire sortant : Jean-Baptiste Casetta (PS)
- 27 sièges à pourvoir au conseil municipal (population légale 2017 : 4 410 habitants)
- 2 sièges à pourvoir au conseil communautaire  (Le Muretain Agglo)

| Tête de liste                      | Tête de liste            | Liste                    | Premier tour | Premier tour | Sièges | Sièges |
| Tête de liste                      | Tête de liste            | Liste                    | Voix         | %            | CM     | CC     |
| ---------------------------------- | ------------------------ | ------------------------ | ------------ | ------------ | ------ | ------ |
|                                    | Philippe Guerriot        | DVG                      | 947          | 57,18        | 22     | 2      |
| Pins-Justaret demain               |                          |                          | 947          | 57,18        | 22     | 2      |
|                                    | Nicole Pradère           | DVG                      | 709          | 42,81        | 5      | 0      |
| Pins Justaret au plus près de vous |                          |                          | 709          | 42,81        | 5      | 0      |
|                                    |                          |                          |              |              |        |        |
| Votes valides                      | Votes valides            | Votes valides            | 1 656        | 96,56        |        |        |
| Votes blancs                       | Votes blancs             | Votes blancs             | 20           | 1,17         |        |        |
| Votes nuls                         | Votes nuls               | Votes nuls               | 39           | 2,27         |        |        |
| Total                              | Total                    | Total                    | 1 715        | 100          | 27     | 2      |
| Abstention                         | Abstention               | Abstention               | 1 791        | 51,08        |        |        |
| Inscrits / participation           | Inscrits / participation | Inscrits / participation | 3 506        | 48,92        |        |        |

### Plaisance-du-Touch
- Maire sortant : Philippe Guyot (LREM)
- 33 sièges à pourvoir au conseil municipal (population légale 2017 : 18 715 habitants)
- 18 sièges à pourvoir au conseil communautaire (CC de la Save au Touch)

| Tête de liste                    | Tête de liste            | Liste                    | Premier tour | Premier tour | Sièges | Sièges |
| Tête de liste                    | Tête de liste            | Liste                    | Voix         | %            | CM     | CC     |
| -------------------------------- | ------------------------ | ------------------------ | ------------ | ------------ | ------ | ------ |
|                                  | Philippe Guyot           | LREM                     | 2 625        | 50,79        | 25     | 14     |
| Ensemble avançons pour Plaisance |                          |                          | 2 625        | 50,79        | 25     | 14     |
|                                  | Pascal Barbier           | EÉLV - PS - PCF - LFI    | 2 543        | 49,20        | 8      | 4      |
| Plaisance citoyenne              |                          |                          | 2 543        | 49,20        | 8      | 4      |
|                                  |                          |                          |              |              |        |        |
| Votes valides                    | Votes valides            | Votes valides            | 5 168        | 96,08        |        |        |
| Votes blancs                     | Votes blancs             | Votes blancs             | 102          | 1,90         |        |        |
| Votes nuls                       | Votes nuls               | Votes nuls               | 109          | 2,03         |        |        |
| Total                            | Total                    | Total                    | 5 379        | 100          | 33     | 18     |
| Abstention                       | Abstention               | Abstention               | 8 375        | 60,89        |        |        |
| Inscrits / participation         | Inscrits / participation | Inscrits / participation | 13 754       | 39,11        |        |        |

### Portet-sur-Garonne
- Maire sortant : Thierry Suaud (PS)
- 29 sièges à pourvoir au conseil municipal (population légale 2017 : 9 721 habitants)
- 4 sièges à pourvoir au conseil communautaire  (Le Muretain Agglo)

| Tête de liste                     | Tête de liste            | Liste                    | Premier tour | Premier tour | Sièges | Sièges |
| Tête de liste                     | Tête de liste            | Liste                    | Voix         | %            | CM     | CC     |
| --------------------------------- | ------------------------ | ------------------------ | ------------ | ------------ | ------ | ------ |
|                                   | Thierry Suaud            | PS - PCF                 | 1 988        | 100,00       | 29     | 4      |
| Portet forte, sereine, rassemblée |                          |                          | 1 988        | 100,00       | 29     | 4      |
|                                   |                          |                          |              |              |        |        |
| Votes valides                     | Votes valides            | Votes valides            | 1 988        | 90,69        |        |        |
| Votes blancs                      | Votes blancs             | Votes blancs             | 121          | 5,52         |        |        |
| Votes nuls                        | Votes nuls               | Votes nuls               | 83           | 3,79         |        |        |
| Total                             | Total                    | Total                    | 2 192        | 100          | 29     | 4      |
| Abstention                        | Abstention               | Abstention               | 4 501        | 67,25        |        |        |
| Inscrits / participation          | Inscrits / participation | Inscrits / participation | 6 693        | 32,75        |        |        |

### Quint-Fonsegrives
- Maire sortant : Bernard Soléra (LR)
- 29 sièges à pourvoir au conseil municipal (population légale 2017 : 5 674 habitants)
- 1 siège à pourvoir au conseil communautaire (Toulouse Métropole)

| Tête de liste                        | Tête de liste            | Liste                    | Premier tour | Premier tour | Sièges | Sièges |
| Tête de liste                        | Tête de liste            | Liste                    | Voix         | %            | CM     | CC     |
| ------------------------------------ | ------------------------ | ------------------------ | ------------ | ------------ | ------ | ------ |
|                                      | Jean-Pierre Gasc         | DVD                      | 1 415        | 62,14        | 24     | 1      |
| Nous aimons Quint-Fonsegrives        |                          |                          | 1 415        | 62,14        | 24     | 1      |
|                                      | Maryse Marsal            | DVD                      | 862          | 37,85        | 5      | 0      |
| Soyez acteurs de Quint Fonsegrives ! |                          |                          | 862          | 37,85        | 5      | 0      |
|                                      |                          |                          |              |              |        |        |
| Votes valides                        | Votes valides            | Votes valides            | 2 277        | 96,24        |        |        |
| Votes blancs                         | Votes blancs             | Votes blancs             | 51           | 2,16         |        |        |
| Votes nuls                           | Votes nuls               | Votes nuls               | 38           | 1,61         |        |        |
| Total                                | Total                    | Total                    | 2 366        | 100          | 29     | 1      |
| Abstention                           | Abstention               | Abstention               | 2 141        | 47,50        |        |        |
| Inscrits / participation             | Inscrits / participation | Inscrits / participation | 4 507        | 52,50        |        |        |

### Ramonville-Saint-Agne
- Maire sortant : Christophe Lubac (Génération•s)
- 33 sièges à pourvoir au conseil municipal (population légale 2017 : 14 388 habitants)
- 12 sièges à pourvoir au conseil communautaire  (Sicoval)

| Tête de liste                                            | Tête de liste            | Liste                                              | Premier tour | Premier tour | Second tour | Second tour | Sièges | Sièges |
| Tête de liste                                            | Tête de liste            | Liste                                              | Voix         | %            | Voix        | %           | CM     | CC     |
| -------------------------------------------------------- | ------------------------ | -------------------------------------------------- | ------------ | ------------ | ----------- | ----------- | ------ | ------ |
|                                                          | Christophe Lubac         | G.s-PS-PCF-PRG-GRS                                 | 1 217        | 32,45        | 1427        | 35,53       | 23     | 8      |
| Ramonville pour tous                                     |                          |                                                    | 1 217        | 32,45        | 1427        | 35,53       | 23     | 8      |
|                                                          | Sylvie Brot              | LREM                                               | 1 058        | 28,21        | 1326        | 33,01       | 5      | 2      |
| Ramonville et vous                                       |                          |                                                    | 1 058        | 28,21        | 1326        | 33,01       | 5      | 2      |
|                                                          | Henri Arévalo            | EELV-Collectif des écologistes ramonvillois-GÉ-AEI | 860          | 22,93        | 1263        | 31,44       | 5      | 2      |
| Ramonville Écologie 2020                                 |                          |                                                    | 860          | 22,93        | 1263        | 31,44       | 5      | 2      |
|                                                          | Jean-Luc Palévody        | DVG-FI                                             | 505          | 13,46        | 1263        | 31,44       | 5      | 2      |
| Ramonville en transition                                 |                          |                                                    | 505          | 13,46        | 1263        | 31,44       | 5      | 2      |
|                                                          | Pascal Derrez            | LO                                                 | 110          | 2,93         |             |             | 0      | 0      |
| Lutte ouvrière - Faire entendre le camp des travailleurs |                          |                                                    | 110          | 2,93         |             |             | 0      | 0      |
|                                                          |                          |                                                    |              |              |             |             |        |        |
| Votes valides                                            | Votes valides            | Votes valides                                      | 3 750        | 97,30        |             |             |        |        |
| Votes blancs                                             | Votes blancs             | Votes blancs                                       | 47           | 1,22         |             |             |        |        |
| Votes nuls                                               | Votes nuls               | Votes nuls                                         | 57           | 1,48         |             |             |        |        |
| Total                                                    | Total                    | Total                                              | 3 854        | 100          |             | 100         | 33     | 12     |
| Abstention                                               | Abstention               | Abstention                                         | 5 494        | 58,77        |             |             |        |        |
| Inscrits / participation                                 | Inscrits / participation | Inscrits / participation                           | 9 348        | 41,23        |             |             |        |        |

### Revel
- Maire sortant : Étienne Thibault (DVD)
- 29 sièges à pourvoir au conseil municipal (population légale 2017 : 9 582 habitants)
- 22 sièges à pourvoir au conseil communautaire (CC Lauragais Revel Sorezois)

| Tête de liste                  | Tête de liste            | Liste                    | Premier tour | Premier tour | Sièges | Sièges |
| Tête de liste                  | Tête de liste            | Liste                    | Voix         | %            | CM     | CC     |
| ------------------------------ | ------------------------ | ------------------------ | ------------ | ------------ | ------ | ------ |
|                                | Laurent Hourquet         | DVC                      | 2 268        | 80,48        | 27     | 20     |
| Revel au coeur de notre action |                          |                          | 2 268        | 80,48        | 27     | 20     |
|                                | Robert Cleron            | GJ                       | 550          | 19,51        | 2      | 2      |
| Expression citoyenne           |                          |                          | 550          | 19,51        | 2      | 2      |
|                                |                          |                          |              |              |        |        |
| Votes valides                  | Votes valides            | Votes valides            | 2 818        | 93,47        |        |        |
| Votes blancs                   | Votes blancs             | Votes blancs             | 85           | 2,82         |        |        |
| Votes nuls                     | Votes nuls               | Votes nuls               | 112          | 3,71         |        |        |
| Total                          | Total                    | Total                    | 3 015        | 100          | 29     | 22     |
| Abstention                     | Abstention               | Abstention               | 4 167        | 58,02        |        |        |
| Inscrits / participation       | Inscrits / participation | Inscrits / participation | 7 182        | 41,98        |        |        |

### Rieumes
- Maire sortant : Jennifer Courtois-Périssé (LREM)
- 27 sièges à pourvoir au conseil municipal (population légale 2017 : 3 509 habitants)
- 7 sièges à pourvoir au conseil communautaire (CC Cœur de Garonne)

| Tête de liste            | Tête de liste             | Liste                    | Premier tour | Premier tour | Sièges | Sièges |
| Tête de liste            | Tête de liste             | Liste                    | Voix         | %            | CM     | CC     |
| ------------------------ | ------------------------- | ------------------------ | ------------ | ------------ | ------ | ------ |
|                          | Jennifer Courtois-Périssé | LREM                     | 860          | 65,84        | 23     | 6      |
| Unis pour Rieumes        |                           |                          | 860          | 65,84        | 23     | 6      |
|                          | Sandrine Baylac           | DVG                      | 446          | 34,15        | 4      | 1      |
| Rieumes avenir           |                           |                          | 446          | 34,15        | 4      | 1      |
|                          |                           |                          |              |              |        |        |
| Votes valides            | Votes valides             | Votes valides            | 1 306        | 94,50        |        |        |
| Votes blancs             | Votes blancs              | Votes blancs             | 33           | 2,39         |        |        |
| Votes nuls               | Votes nuls                | Votes nuls               | 43           | 3,11         |        |        |
| Total                    | Total                     | Total                    | 1 382        | 100          | 27     | 7      |
| Abstention               | Abstention                | Abstention               | 1 150        | 45,42        |        |        |
| Inscrits / participation | Inscrits / participation  | Inscrits / participation | 2 532        | 54,58        |        |        |

### Roques
- Maire sortant : Christian Chatonnay (PS)
- 27 sièges à pourvoir au conseil municipal (population légale 2017 : 4 550 habitants)
- 2 sièges à pourvoir au conseil communautaire  (Le Muretain Agglo)

| Tête de liste            | Tête de liste            | Liste                    | Premier tour | Premier tour | Sièges | Sièges |
| Tête de liste            | Tête de liste            | Liste                    | Voix         | %            | CM     | CC     |
| ------------------------ | ------------------------ | ------------------------ | ------------ | ------------ | ------ | ------ |
|                          | Sylvain Mabire           | DVD                      | 641          | 51,52        | 21     | 2      |
| Roques avenir            |                          |                          | 641          | 51,52        | 21     | 2      |
|                          | Sébastien Léry           | DVG                      | 603          | 48,47        | 6      | 0      |
| Roques avec vous         |                          |                          | 603          | 48,47        | 6      | 0      |
|                          |                          |                          |              |              |        |        |
| Votes valides            | Votes valides            | Votes valides            | 1 244        | 96,21        |        |        |
| Votes blancs             | Votes blancs             | Votes blancs             | 20           | 1,55         |        |        |
| Votes nuls               | Votes nuls               | Votes nuls               | 29           | 2,24         |        |        |
| Total                    | Total                    | Total                    | 1 293        | 100          | 27     | 2      |
| Abstention               | Abstention               | Abstention               | 1 940        | 60,01        |        |        |
| Inscrits / participation | Inscrits / participation | Inscrits / participation | 3 233        | 39,99        |        |        |

### Roquettes
- Maire sortant : Michel Perez (PS)
- 27 sièges à pourvoir au conseil municipal (population légale 2017 : 4 049 habitants)
- 2 sièges à pourvoir au conseil communautaire  (Le Muretain Agglo)

| Tête de liste                                          | Tête de liste            | Liste                    | Premier tour | Premier tour | Second tour | Second tour | Sièges | Sièges |
| Tête de liste                                          | Tête de liste            | Liste                    | Voix         | %            | Voix        | %           | CM     | CC     |
| ------------------------------------------------------ | ------------------------ | ------------------------ | ------------ | ------------ | ----------- | ----------- | ------ | ------ |
|                                                        | Michel Capdecomme        | DVD                      | 672          | 38,22        | 890         | 46,40       | 20     | 2      |
| Roquettes village à vivre                              |                          |                          | 672          | 38,22        | 890         | 46,40       | 20     | 2      |
|                                                        | Huguette Puggia          | DVG                      | 572          | 32,53        | 606         | 31,59       | 4      | 0      |
| Ô Roquettes liste citoyenne écoute, partage, diversité |                          |                          | 572          | 32,53        | 606         | 31,59       | 4      | 0      |
|                                                        | Thierry Paris            | DVG                      | 514          | 29,23        | 422         | 22,00       | 3      | 0      |
| Vivons Roquettes ensemble                              |                          |                          | 514          | 29,23        | 422         | 22,00       | 3      | 0      |
|                                                        |                          |                          |              |              |             |             |        |        |
| Votes valides                                          | Votes valides            | Votes valides            | 1 758        | 97,29        |             |             |        |        |
| Votes blancs                                           | Votes blancs             | Votes blancs             | 35           | 1,94         |             |             |        |        |
| Votes nuls                                             | Votes nuls               | Votes nuls               | 14           | 0,77         |             |             |        |        |
| Total                                                  | Total                    | Total                    | 1 807        | 100          |             | 100         | 27     | 2      |
| Abstention                                             | Abstention               | Abstention               | 1 489        | 45,18        |             |             |        |        |
| Inscrits / participation                               | Inscrits / participation | Inscrits / participation | 3 296        | 54,82        |             |             |        |        |

### Saint-Alban
- Maire sortant : Raymond-Roger Stramare (DVG)
- 29 sièges à pourvoir au conseil municipal (population légale 2017 : 6 150 habitants)
- 1 siège à pourvoir au conseil communautaire (Toulouse Métropole)

| Tête de liste                                        | Tête de liste            | Liste                    | Premier tour | Premier tour | Sièges | Sièges |
| Tête de liste                                        | Tête de liste            | Liste                    | Voix         | %            | CM     | CC     |
| ---------------------------------------------------- | ------------------------ | ------------------------ | ------------ | ------------ | ------ | ------ |
|                                                      | Alain Susignan           | DVG                      | 957          | 50,66        | 23     | 1      |
| Réveillez le coeur de ville                          |                          |                          | 957          | 50,66        | 23     | 1      |
|                                                      | Raymond-Roger Stramare   | DVG                      | 932          | 49,33        | 6      | 0      |
| Liste d'union pour la défense des intérêts communaux |                          |                          | 932          | 49,33        | 6      | 0      |
|                                                      |                          |                          |              |              |        |        |
| Votes valides                                        | Votes valides            | Votes valides            | 1 889        | 96,57        |        |        |
| Votes blancs                                         | Votes blancs             | Votes blancs             | 24           | 1,23         |        |        |
| Votes nuls                                           | Votes nuls               | Votes nuls               | 23           | 2,20         |        |        |
| Total                                                | Total                    | Total                    | 1 956        | 100          | 29     | 1      |
| Abstention                                           | Abstention               | Abstention               | 2 694        | 57,94        |        |        |
| Inscrits / participation                             | Inscrits / participation | Inscrits / participation | 4 650        | 42,06        |        |        |

### Saint-Gaudens
- Maire sortant : Jean-Yves Duclos (DVG)
- 33 sièges à pourvoir au conseil municipal
- 24 siège à pourvoir au conseil communautaire (CC Cœur et Coteaux du Comminges)

| Tête de liste                     | Tête de liste     | Liste       | Premier tour | Premier tour | Sièges | Sièges |
| Tête de liste                     | Tête de liste     | Liste       | Voix         | %            | CM     | CC     |
| --------------------------------- | ----------------- | ----------- | ------------ | ------------ | ------ | ------ |
|                                   | Jean-Yves Duclos* | DVG         | 2 301        | 70,45        | 28     | 21     |
| Saint-Gaudens continuons ensemble |                   |             | 2 301        | 70,45        | 28     | 21     |
|                                   | Yves Louis        | DVG         | 965          | 29,54        | 5      | 3      |
| Saint-Gaudens autrement           |                   |             | 965          | 29,54        | 5      | 3      |
| Inscrits                          | Inscrits          | Inscrits    | 8 076        | 100,00       |        |        |
| Abstentions                       | Abstentions       | Abstentions | 4 677        | 57,91        |        |        |
| Votants                           | Votants           | Votants     | 3 399        | 42,09        |        |        |
| Blancs                            | Blancs            | Blancs      | 48           | 0,59         |        |        |
| Nuls                              | Nuls              | Nuls        | 85           | 1,05         |        |        |
| Exprimés                          | Exprimés          | Exprimés    | 3 266        | 40,44        |        |        |

### Saint-Jean
- Maire sortant : Dominique Vézian (PS)
- 33 sièges à pourvoir au conseil municipal (population légale 2017 : 10 694 habitants)
- 2 sièges à pourvoir au conseil communautaire (Toulouse Métropole)

| Tête de liste            | Tête de liste            | Liste                    | Premier tour | Premier tour | Sièges | Sièges |
| Tête de liste            | Tête de liste            | Liste                    | Voix         | %            | CM     | CC     |
| ------------------------ | ------------------------ | ------------------------ | ------------ | ------------ | ------ | ------ |
|                          | Bruno Espic              | UG                       | 2 234        | 71,23        | 29     | 2      |
| Saint-Jean, ma ville     |                          |                          | 2 234        | 71,23        | 29     | 2      |
|                          | Patrick Durandet         | DVD                      | 902          | 28,76        | 4      | 0      |
| Aimer Saint-Jean         |                          |                          | 902          | 28,76        | 4      | 0      |
|                          |                          |                          |              |              |        |        |
| Votes valides            | Votes valides            | Votes valides            | 3 136        | 95,99        |        |        |
| Votes blancs             | Votes blancs             | Votes blancs             | 61           | 1,87         |        |        |
| Votes nuls               | Votes nuls               | Votes nuls               | 70           | 2,14         |        |        |
| Total                    | Total                    | Total                    | 3 267        | 100          | 33     | 2      |
| Abstention               | Abstention               | Abstention               | 4 791        | 59,46        |        |        |
| Inscrits / participation | Inscrits / participation | Inscrits / participation | 8 058        | 40,54        |        |        |

### Saint-Jory
- Maire sortant : Thierry Fourcassier (LR)
- 29 sièges à pourvoir au conseil municipal (population légale 2017 : 5 797 habitants)
- 1 siège à pourvoir au conseil communautaire (Toulouse Métropole)

| Tête de liste             | Tête de liste            | Liste                    | Premier tour | Premier tour | Sièges | Sièges |
| Tête de liste             | Tête de liste            | Liste                    | Voix         | %            | CM     | CC     |
| ------------------------- | ------------------------ | ------------------------ | ------------ | ------------ | ------ | ------ |
|                           | Thierry Fourcassier      | LR                       | 1 247        | 51,95        | 22     | 1      |
| Avec vous pour Saint-Jory |                          |                          | 1 247        | 51,95        | 22     | 1      |
|                           | Victor Denouvion         | DVG                      | 1 153        | 48,04        | 7      | 0      |
| Saint-Jory demain         |                          |                          | 1 153        | 48,04        | 7      | 0      |
|                           |                          |                          |              |              |        |        |
| Votes valides             | Votes valides            | Votes valides            | 2 400        | 97,44        |        |        |
| Votes blancs              | Votes blancs             | Votes blancs             | 31           | 1,26         |        |        |
| Votes nuls                | Votes nuls               | Votes nuls               | 32           | 1,30         |        |        |
| Total                     | Total                    | Total                    | 2 463        | 100          | 29     | 1      |
| Abstention                | Abstention               | Abstention               | 2 213        | 47,33        |        |        |
| Inscrits / participation  | Inscrits / participation | Inscrits / participation | 4 676        | 52,67        |        |        |

### Saint-Lys
- Maire sortant : Serge Deuilhé (Dissident PS)
- 29 sièges à pourvoir au conseil municipal (population légale 2017 : 9 470 habitants)
- 4 sièges à pourvoir au conseil communautaire  (Le Muretain Agglo)

| Tête de liste            | Tête de liste            | Liste                    | Premier tour | Premier tour | Second tour | Second tour | Sièges | Sièges |
| Tête de liste            | Tête de liste            | Liste                    | Voix         | %            | Voix        | %           | CM     | CC     |
| ------------------------ | ------------------------ | ------------------------ | ------------ | ------------ | ----------- | ----------- | ------ | ------ |
|                          | Serge Deuilhé            | DVG                      | 1 152        | 40,29        | 1250        | 45,63       | 21     | 3      |
| Saint-Lys ensemble       |                          |                          | 1 152        | 40,29        | 1250        | 45,63       | 21     | 3      |
|                          | Nicolas Rey-Bèthbéder    | EELV                     | 685          | 23,95        | 918         | 33,51       | 5      | 1      |
| Imagine Saint-Lys        |                          |                          | 685          | 23,95        | 918         | 33,51       | 5      | 1      |
|                          | Laurent Pomery           | DVC                      | 613          | 21,44        | 571         | 20,84       | 3      | 0      |
| Saint-Lys en vie         |                          |                          | 613          | 21,44        | 571         | 20,84       | 3      | 0      |
|                          | Jacques Téne             | DVG                      | 409          | 14,30        |             |             |        |        |
| Pour Saint-Lys demain    |                          |                          | 409          | 14,30        |             |             |        |        |
|                          |                          |                          |              |              |             |             |        |        |
| Votes valides            | Votes valides            | Votes valides            | 2 859        | 97,68        |             |             |        |        |
| Votes blancs             | Votes blancs             | Votes blancs             | 23           | 0,79         |             |             |        |        |
| Votes nuls               | Votes nuls               | Votes nuls               | 45           | 1,54         |             |             |        |        |
| Total                    | Total                    | Total                    | 2 927        | 100          |             | 100         | 29     | 4      |
| Abstention               | Abstention               | Abstention               | 3 834        | 56,71        |             |             |        |        |
| Inscrits / participation | Inscrits / participation | Inscrits / participation | 6 761        | 43,29        |             |             |        |        |

### Saint-Orens-de-Gameville
- Maire sortant : Dominique Faure (LREM)
- 33 sièges à pourvoir au conseil municipal (population légale 2017 : 11 830 habitants)
- 2 sièges à pourvoir au conseil communautaire (Toulouse Métropole)

|                                              | Dominique Faure       | DVC   | 2 274 | 54,50 | 26 | 2 |  |  |
| Avec vous pour Saint-Orens                   |                       |       | 2 274 | 54,50 | 26 | 2 |  |  |
|                                              | Aude Lumeau-Préceptis | DVG   | 1172  | 28,09 | 5  | 0 |  |  |
| Saint-Orens, le coeur de la ville c'est vous |                       |       | 1172  | 28,09 | 5  | 0 |  |  |
|                                              | Marc del Borello      | DVC   | 500   | 11,98 | 2  | 0 |  |  |
| Bien vivre à Saint-Orens                     |                       |       | 500   | 11,98 | 2  | 0 |  |  |
|                                              | Maria Laffont         | DVD   | 226   | 5,41  | 0  | 0 |  |  |
| Génération citoyenne                         |                       |       | 226   | 5,41  | 0  | 0 |  |  |
|                                              |                       |       |       |       |    |   |  |  |
| Votes valides                                |                       |       |       |       |    |   |  |  |
| Votes blancs                                 |                       |       |       |       |    |   |  |  |
| Votes nuls                                   |                       |       |       |       |    |   |  |  |
| Total                                        | Total                 | Total |       | 100   | 33 | 2 |  |  |
| Abstention                                   |                       |       |       |       |    |   |  |  |
| Inscrits / participation                     |                       |       |       |       |    |   |  |  |

### Seilh
- Maire sortant : Guy Lozano (PRG)
- 23 sièges à pourvoir au conseil municipal (population légale 2017 : 3 268 habitants)
- 1 siège à pourvoir au conseil communautaire (Toulouse Métropole)

| Tête de liste            | Tête de liste            | Liste                    | Premier tour | Premier tour | Sièges | Sièges |
| Tête de liste            | Tête de liste            | Liste                    | Voix         | %            | CM     | CC     |
| ------------------------ | ------------------------ | ------------------------ | ------------ | ------------ | ------ | ------ |
|                          | Didier Castera           | SE                       | 664          | 65,09        | 19     | 1      |
| Vivre Seilh ensemble     |                          |                          | 664          | 65,09        | 19     | 1      |
|                          | Jean-Louis Miegeville    | SE                       | 356          | 34,90        | 4      | 0      |
| Seilh pour tous          |                          |                          | 356          | 34,90        | 4      | 0      |
|                          |                          |                          |              |              |        |        |
| Votes valides            | Votes valides            | Votes valides            | 1 020        | 95,77        |        |        |
| Votes blancs             | Votes blancs             | Votes blancs             | 26           | 2,44         |        |        |
| Votes nuls               | Votes nuls               | Votes nuls               | 19           | 1,78         |        |        |
| Total                    | Total                    | Total                    | 1 065        | 100          | 23     | 1      |
| Abstention               | Abstention               | Abstention               | 1 159        | 52,11        |        |        |
| Inscrits / participation | Inscrits / participation | Inscrits / participation | 2 224        | 47,89        |        |        |

### Seysses
- Maire sortant : Alain Pace (PS)
- 29 sièges à pourvoir au conseil municipal (population légale 2017 : 9 055 habitants)
- 4 sièges à pourvoir au conseil communautaire  (Le Muretain Agglo)

| Tête de liste            | Tête de liste            | Liste                    | Premier tour | Premier tour | Sièges | Sièges |
| Tête de liste            | Tête de liste            | Liste                    | Voix         | %            | CM     | CC     |
| ------------------------ | ------------------------ | ------------------------ | ------------ | ------------ | ------ | ------ |
|                          | Jérôme Bouteloup         | DVG                      | 1 148        | 53,24        | 22     | 3      |
| Seysses ensemble         |                          |                          | 1 148        | 53,24        | 22     | 3      |
|                          | Vicky Vallier            | DVC                      | 1 008        | 46,75        | 7      | 1      |
| Agir sdr                 |                          |                          | 1 008        | 46,75        | 7      | 1      |
|                          |                          |                          |              |              |        |        |
| Votes valides            | Votes valides            | Votes valides            | 2 156        | 96,81        |        |        |
| Votes blancs             | Votes blancs             | Votes blancs             | 30           | 1,35         |        |        |
| Votes nuls               | Votes nuls               | Votes nuls               | 41           | 1,84         |        |        |
| Total                    | Total                    | Total                    | 2 227        | 100          | 29     | 4      |
| Abstention               | Abstention               | Abstention               | 3 550        | 61,45        |        |        |
| Inscrits / participation | Inscrits / participation | Inscrits / participation | 5 777        | 38,55        |        |        |

### Toulouse
- Maire sortant : Jean-Luc Moudenc (Les Républicains)
- 69 sièges à pourvoir au conseil municipal (population légale 2017 : 479 553 habitants)
- 67 sièges à pourvoir au conseil communautaire (Toulouse Métropole)

| Tête de liste                                                                 | Tête de liste            | Liste                               | Premier tour | Premier tour | Second tour | Second tour | Sièges | Sièges |  |
| Tête de liste                                                                 | Tête de liste            | Liste                               | Voix         | %            | Voix        | %           | CM     | TM     |  |
| ----------------------------------------------------------------------------- | ------------------------ | ----------------------------------- | ------------ | ------------ | ----------- | ----------- | ------ | ------ |  |
|                                                                               | Jean-Luc Moudenc         | LR, LREM                            | 31 940       | 36,18        | 55 826      | 51,98       | 53     | 51     |  |
| Aimer Toulouse avec Jean-Luc Moudenc                                          |                          |                                     | 31 940       | 36,18        | 55 826      | 51,98       | 53     | 51     |  |
|                                                                               | Antoine Maurice          | EÉLV, LFI, PP, PP, ND, E!, POC      | 24 331       | 27,56        | 51 564      | 48,02       | 13     | 13     |  |
| Archipel citoyen                                                              |                          |                                     | 24 331       | 27,56        | 51 564      | 48,02       | 13     | 13     |  |
|                                                                               | Nadia Pellefigue         | PS, PCF, PRG, Occitanie País Nòstre | 16 357       | 18,53        | 51 564      | 48,02       | 2      | 2      |  |
| Une nouvelle énergie pour Toulouse. La gauche, l'écologie, les Toulousain.e.s |                          |                                     | 16 357       | 18,53        | 51 564      | 48,02       | 2      | 2      |  |
|                                                                               | Pierre Cohen             | G.s, GRS, MRC                       | 5 000        | 5,66         | 51 564      | 48,02       | 1      | 1      |  |
| Pour la cohésion! L'autre choix                                               |                          |                                     | 5 000        | 5,66         | 51 564      | 48,02       | 1      | 1      |  |
|                                                                               | Quentin Lamotte          | RN, LDP                             | 3 801        | 4,30         |             |             | 0      | 0      |  |
| Rassemblement toulousain                                                      |                          |                                     | 3 801        | 4,30         |             |             | 0      | 0      |  |
|                                                                               | Franck Biasotto          | MoDem                               | 2 594        | 2,93         | 0           | 0           |        |        |  |
| Toulouse belle et forte                                                       |                          |                                     | 2 594        | 2,93         | 0           | 0           |        |        |  |
|                                                                               | Pauline Salingue         | NPA                                 | 1 346        | 1,52         | 0           | 0           |        |        |  |
| Toulouse anticapitaliste                                                      |                          |                                     | 1 346        | 1,52         | 0           | 0           |        |        |  |
|                                                                               | Quentin Charoy           | PA                                  | 1 342        | 1,52         | 0           | 0           |        |        |  |
| Toulouse animaliste                                                           |                          |                                     | 1 342        | 1,52         | 0           | 0           |        |        |  |
|                                                                               | Francis Manaud           | DLF                                 | 835          | 0,94         | 0           | 0           |        |        |  |
| Debout Toulouse                                                               |                          |                                     | 835          | 0,94         | 0           | 0           |        |        |  |
|                                                                               | Malena Adrada            | LO                                  | 407          | 0,46         | 0           | 0           |        |        |  |
| Lutte ouvrière - faire entendre le camp des travailleurs                      |                          |                                     | 407          | 0,46         | 0           | 0           |        |        |  |
|                                                                               | Julian Menendez          | POI                                 | 193          | 0,21         | 0           | 0           |        |        |  |
| Toulouse aux travailleurs, pas aux spéculateurs                               |                          |                                     | 193          | 0,21         | 0           | 0           |        |        |  |
|                                                                               | Peov Chankiry Duch       | UDMF                                | 120          | 0,13         | 0           | 0           |        |        |  |
| En avant Toulouse                                                             |                          |                                     | 120          | 0,13         | 0           | 0           |        |        |  |
|                                                                               |                          |                                     |              |              |             |             |        |        |  |
| Votes valides                                                                 | Votes valides            | Votes valides                       | 88 266       | 98,36        | 107 390     | 97,73       |        |        |  |
| Votes blancs                                                                  | Votes blancs             | Votes blancs                        | 651          | 0,73         | 1 607       | 1,46        |        |        |  |
| Votes nuls                                                                    | Votes nuls               | Votes nuls                          | 821          | 0,91         | 892         | 0,81        |        |        |  |
| Total                                                                         | Total                    | Total                               | 89 738       | 100          | 109 889     | 100         | 69     | 67     |  |
| Abstention                                                                    | Abstention               | Abstention                          | 155 023      | 63,34        | 135 129     | 55,15       |        |        |  |
| Inscrits / participation                                                      | Inscrits / participation | Inscrits / participation            | 244 761      | 36,66        | 245 018     | 44,85       |        |        |  |

### Tournefeuille
- Maire sortant : Dominique Fouchier (PS)
- 35 sièges à pourvoir au conseil municipal (population légale 2017 : 26 962 habitants)
- 5 sièges à pourvoir au conseil communautaire (Toulouse Métropole)

| Tête de liste                                         | Tête de liste            | Liste                    | Premier tour | Premier tour | Second tour | Second tour | Sièges | Sièges |
| Tête de liste                                         | Tête de liste            | Liste                    | Voix         | %            | Voix        | %           | CM     | CC     |
| ----------------------------------------------------- | ------------------------ | ------------------------ | ------------ | ------------ | ----------- | ----------- | ------ | ------ |
|                                                       | Dominique Fouchier       | PS - EELV - PCF          | 3 418        | 41,57        | 3805        | 44,70       | 26     | 4      |
| Dominique Fouchier 2020 vivre ensemble faire ensemble |                          |                          | 3 418        | 41,57        | 3805        | 44,70       | 26     | 4      |
|                                                       | Laurent Soulié           | LREM                     | 3 056        | 37,16        | 3757        | 44,14       | 7      | 1      |
| Tournefeuille audacieuse, inventive, solidaire        |                          |                          | 3 056        | 37,16        | 3757        | 44,14       | 7      | 1      |
|                                                       | Stéphane Meriodeau       | LFI                      | 1 072        | 13,03        | 949         | 11,15       | 2      | 0      |
| Liste citoyenne Tournefeuille                         |                          |                          | 1 072        | 13,03        | 949         | 11,15       | 2      | 0      |
|                                                       | Michèle Pelizzon         | RN                       | 676          | 8,22         |             |             |        |        |
| Rassemblement tournefeuillais                         |                          |                          | 676          | 8,22         |             |             |        |        |
|                                                       |                          |                          |              |              |             |             |        |        |
| Votes valides                                         | Votes valides            | Votes valides            | 8 222        | 97,65        |             |             |        |        |
| Votes blancs                                          | Votes blancs             | Votes blancs             | 74           | 0,88         |             |             |        |        |
| Votes nuls                                            | Votes nuls               | Votes nuls               | 124          | 1,47         |             |             |        |        |
| Total                                                 | Total                    | Total                    | 8 420        | 100          |             | 100         | 35     | 5      |
| Abstention                                            | Abstention               | Abstention               | 12 602       | 59,95        |             |             |        |        |
| Inscrits / participation                              | Inscrits / participation | Inscrits / participation | 21 022       | 40,05        |             |             |        |        |

### Verfeil
- Maire sortant : Patrick Plicque (PS)
- 27 sièges à pourvoir au conseil municipal (population légale 2017 : 3 595 habitants)
- 7 sièges à pourvoir au conseil communautaire (CC des Coteaux du Girou)

| Tête de liste                    | Tête de liste              | Liste                    | Premier tour | Premier tour | Sièges | Sièges |
| Tête de liste                    | Tête de liste              | Liste                    | Voix         | %            | CM     | CC     |
| -------------------------------- | -------------------------- | ------------------------ | ------------ | ------------ | ------ | ------ |
|                                  | Patrick Plicque            | DVG                      | 746          | 59,01        | 22     | 6      |
| Verfeil dynamique et responsable |                            |                          | 746          | 59,01        | 22     | 6      |
|                                  | Rose-Marie Martinez Fuente | DIV                      | 386          | 30,53        | 4      | 1      |
| Vivre Verfeil                    |                            |                          | 386          | 30,53        | 4      | 1      |
|                                  | Hervé Dutko                | DVG                      | 132          | 10,44        | 1      | 0      |
| Verfeil énergie citoyenne        |                            |                          | 132          | 10,44        | 1      | 0      |
|                                  |                            |                          |              |              |        |        |
| Votes valides                    | Votes valides              | Votes valides            | 1 264        | 96,05        |        |        |
| Votes blancs                     | Votes blancs               | Votes blancs             | 22           | 1,67         |        |        |
| Votes nuls                       | Votes nuls                 | Votes nuls               | 30           | 2,28         |        |        |
| Total                            | Total                      | Total                    | 1 316        | 100          | 27     | 7      |
| Abstention                       | Abstention                 | Abstention               | 1 335        | 50,36        |        |        |
| Inscrits / participation         | Inscrits / participation   | Inscrits / participation | 2 651        | 49,64        |        |        |

### Villefranche-de-Lauragais
- Maire sortant : Marie-Claude Piquemal-Doumeng (PS)
- 27 sièges à pourvoir au conseil municipal (population légale 2017 : 4 519 habitants)
- 7 sièges à pourvoir au conseil communautaire (CC des Terres du Lauragais)

| Tête de liste                             | Tête de liste             | Liste | Premier tour | Premier tour | Second tour | Second tour | Sièges | Sièges |
| Tête de liste                             | Tête de liste             | Liste | Voix         | %            | Voix        | %           | CM     | CC     |
| ----------------------------------------- | ------------------------- | ----- | ------------ | ------------ | ----------- | ----------- | ------ | ------ |
|                                           | Jean-François Gleyzes     | DVC   | 318          | 18,86        |             |             |        |        |
| Villefranche ensemble!                    |                           |       | 318          | 18,86        |             |             |        |        |
|                                           | Bernard Barjou            | DVG   | 757          | 44,89        | 907         | 52,94       | 21     | 6      |
| Villefranche vivacité                     |                           |       | 757          | 44,89        | 907         | 52,94       | 21     | 6      |
|                                           | Valérie Grafeuille-Roudet | DVG   | 611          | 36,23        | 806         | 47,05       | 6      | 1      |
| Pour Villefranche-de-Lauragais, pour vous |                           |       | 611          | 36,23        | 806         | 47,05       | 6      | 1      |
|                                           |                           |       |              |              |             |             |        |        |
| Votes valides                             |                           |       |              |              |             |             |        |        |
| Votes blancs                              |                           |       |              |              |             |             |        |        |
| Votes nuls                                |                           |       |              |              |             |             |        |        |
| Total                                     | Total                     | Total |              | 100          |             | 100         | 27     | 7      |
| Abstention                                |                           |       |              |              |             |             |        |        |
| Inscrits / participation                  |                           |       |              |              |             |             |        |        |

### Villemur-sur-Tarn
- Maire sortant : Jean-Marc Dumoulin (UDI)
- 29 sièges à pourvoir au conseil municipal (population légale 2017 : 5 888 habitants)
- 10 sièges à pourvoir au conseil communautaire (CC Val'Aïgo)

| Tête de liste            | Tête de liste            | Liste                    | Premier tour | Premier tour | Sièges | Sièges |
| Tête de liste            | Tête de liste            | Liste                    | Voix         | %            | CM     | CC     |
| ------------------------ | ------------------------ | ------------------------ | ------------ | ------------ | ------ | ------ |
|                          | Jean-Marc Dumoulin       | DVD                      | 1 190        | 52,93        | 23     | 8      |
| Villemur 2026            |                          |                          | 1 190        | 52,93        | 23     | 8      |
|                          | Michel Santoul           | DVG                      | 667          | 29,67        | 4      | 1      |
| Villemur à venir         |                          |                          | 667          | 29,67        | 4      | 1      |
|                          | Patrice Bragagnolo       | DVC                      | 391          | 17,39        | 2      | 1      |
| Unis pour Villemur       |                          |                          | 391          | 17,39        | 2      | 1      |
|                          |                          |                          |              |              |        |        |
| Votes valides            | Votes valides            | Votes valides            | 2 248        | 96,36        |        |        |
| Votes blancs             | Votes blancs             | Votes blancs             | 39           | 1,67         |        |        |
| Votes nuls               | Votes nuls               | Votes nuls               | 46           | 1,97         |        |        |
| Total                    | Total                    | Total                    | 2 333        | 100          | 29     | 10     |
| Abstention               | Abstention               | Abstention               | 2 188        | 48,40        |        |        |
| Inscrits / participation | Inscrits / participation | Inscrits / participation | 4 521        | 51,60        |        |        |

### Villeneuve-Tolosane
- Maire sortant : Dominique Coquart (DVG)
- 29 sièges à pourvoir au conseil municipal (population légale 2017 : 9 720 habitants)
- 2 sièges à pourvoir au conseil communautaire (Toulouse Métropole)

| Tête de liste                           | Tête de liste            | Liste                    | Premier tour | Premier tour | Sièges | Sièges |
| Tête de liste                           | Tête de liste            | Liste                    | Voix         | %            | CM     | CC     |
| --------------------------------------- | ------------------------ | ------------------------ | ------------ | ------------ | ------ | ------ |
|                                         | Romain Vaillant          | DVG                      | 1 880        | 68,96        | 25     | 2      |
| Villeneuve-Tolosane engagée pour demain |                          |                          | 1 880        | 68,96        | 25     | 2      |
|                                         | Daniel Gérard Riviere    | DVD                      | 846          | 31,03        | 4      | 0      |
| Villeneuve-Tolosane dynamique           |                          |                          | 846          | 31,03        | 4      | 0      |
|                                         |                          |                          |              |              |        |        |
| Votes valides                           | Votes valides            | Votes valides            | 2 726        | 97,60        |        |        |
| Votes blancs                            | Votes blancs             | Votes blancs             | 38           | 1,36         |        |        |
| Votes nuls                              | Votes nuls               | Votes nuls               | 29           | 1,04         |        |        |
| Total                                   | Total                    | Total                    | 2 793        | 100          | 29     | 2      |
| Abstention                              | Abstention               | Abstention               | 4 149        | 59,77        |        |        |
| Inscrits / participation                | Inscrits / participation | Inscrits / participation | 6 942        | 40,23        |        |        |